# Armée française
     Francia
     Paesi membri della NATO
     Altri paesi con cui sono siglati accordi di difesa bilaterali : Camerun, Repubblica Centrafricana, Comore, Costa d'Avorio, Gibuti, Emirati Arabi Uniti, Gabon, Kuwait, Qatar, Senegal e Togo

Loghi delle forze armate francesi

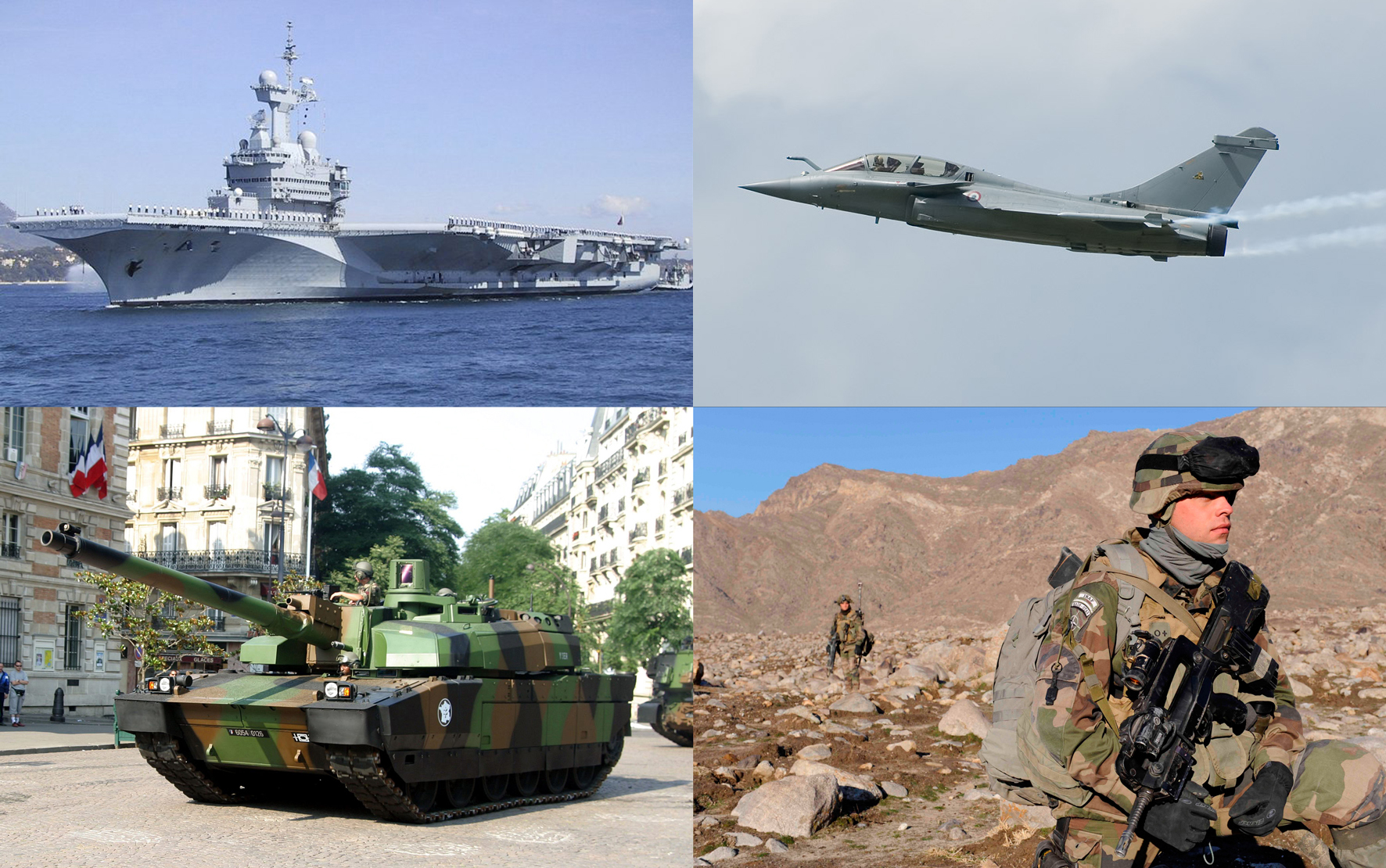
Immagini dell'Armée française

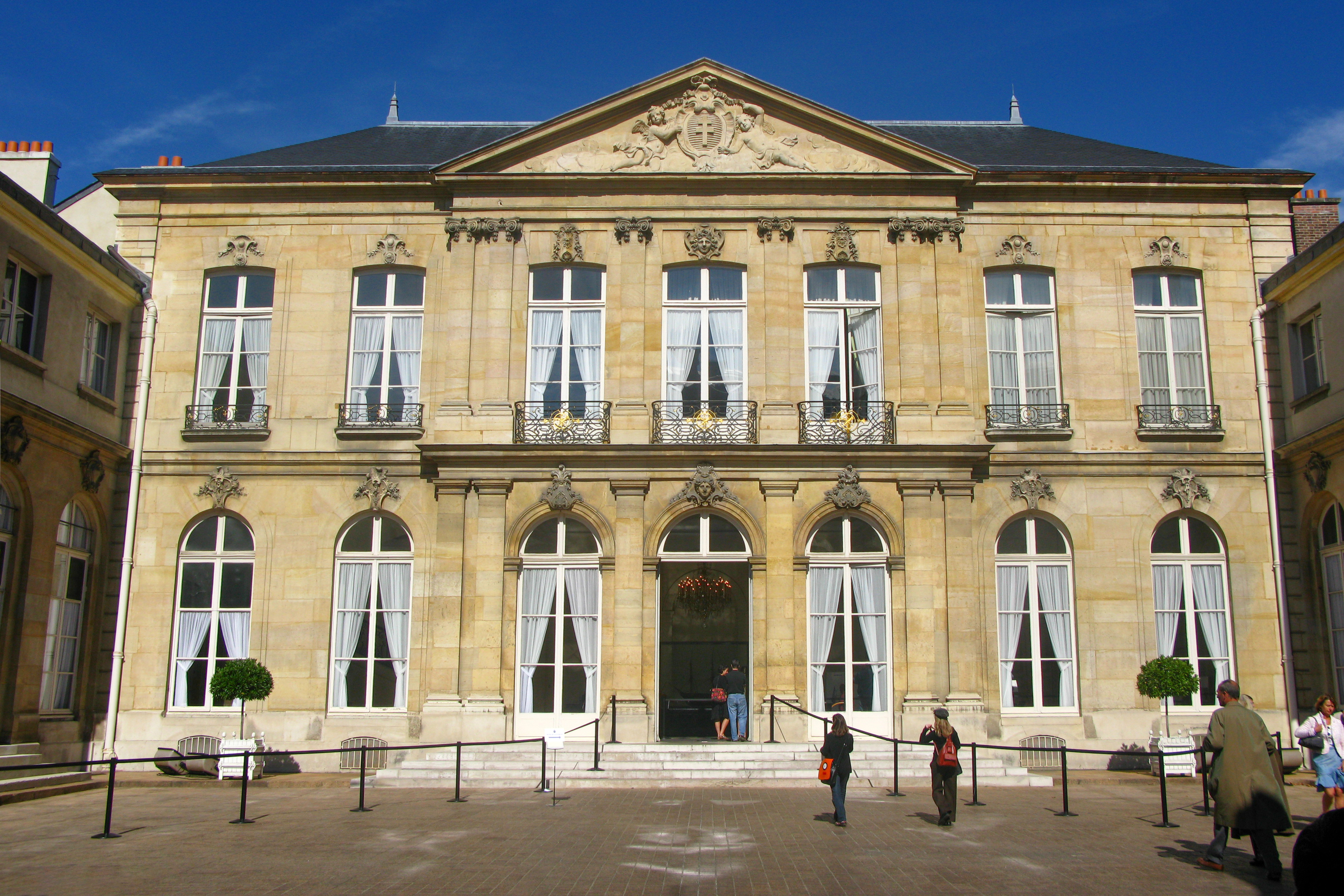
L'Hôtel de Brienne, sede del Ministère des Armées.

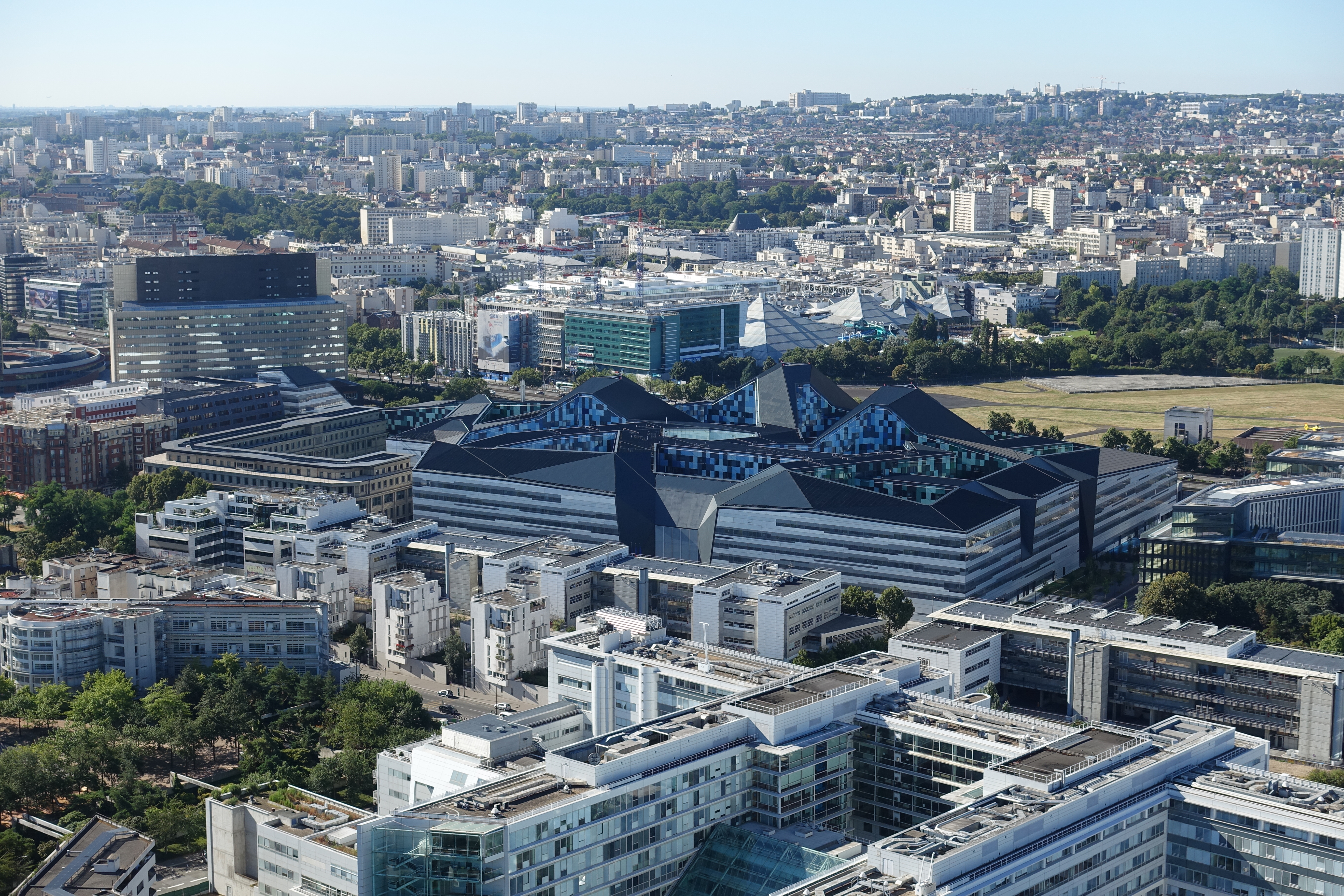
L'Hexagone Balard, sede degli États-Majors des Forces Armées.

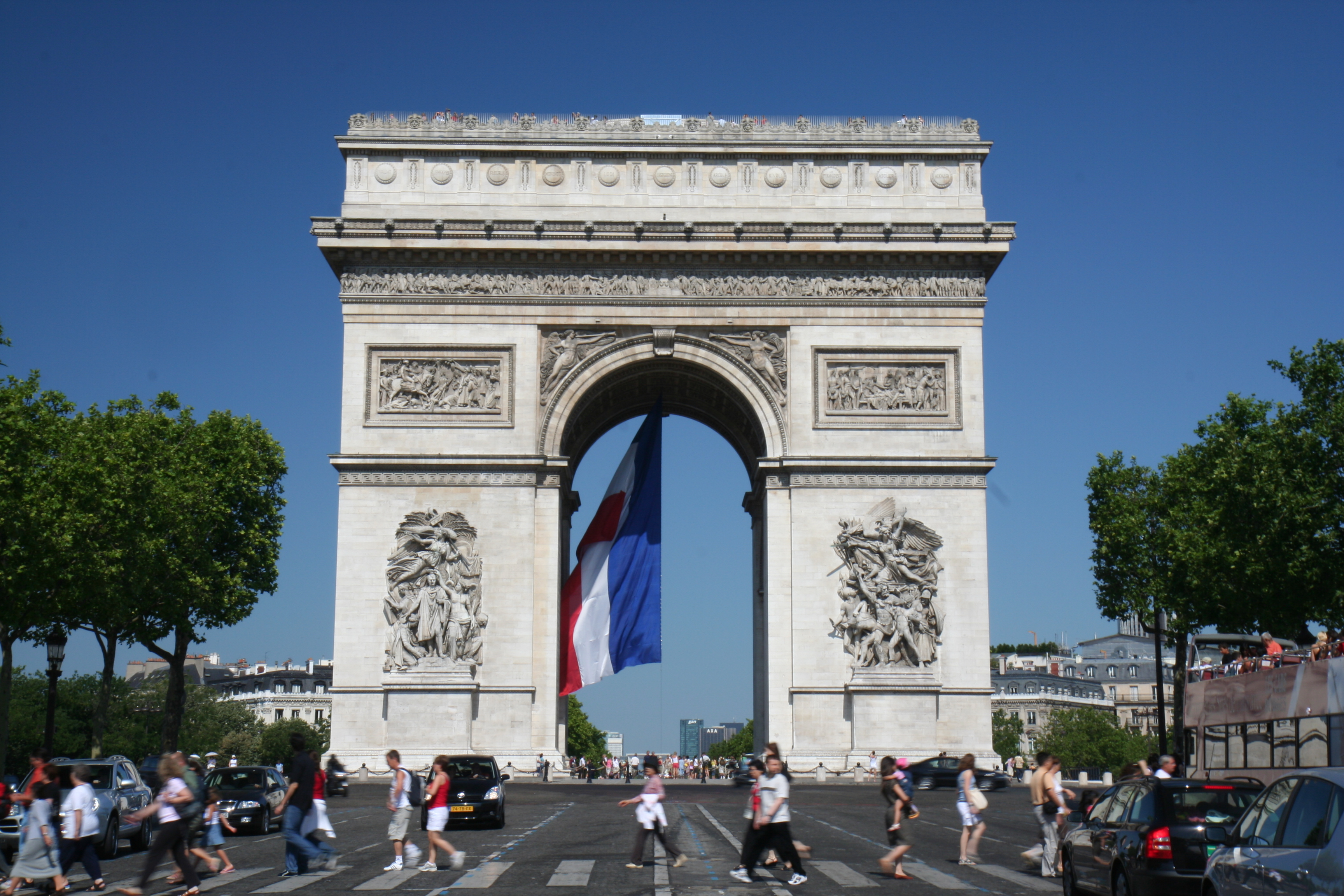
L'Arco di Trionfo a Parigi, voluto da Napoleone I, sul quale sono iscritti i nomi dei generali e delle grandi battaglie vittoriose della Révolution e dell'Empire tra il 1793 e il 1814.

Gli accordi di difesa della Francia al :
Francia
Paesi membri della NATO
Altri paesi con cui sono siglati accordi di difesa bilaterali : Camerun, Repubblica Centrafricana, Comore, Costa d'Avorio, Gibuti, Emirati Arabi Uniti, Gabon, Kuwait, Qatar, Senegal e Togo

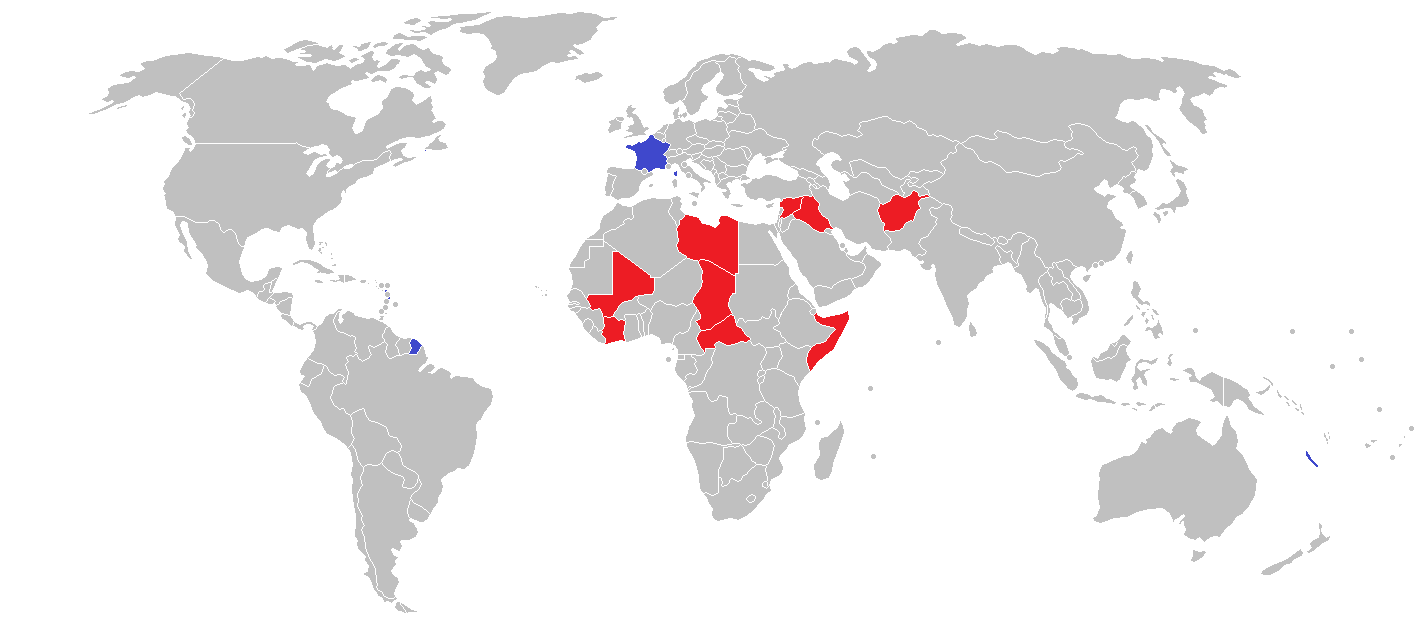
Le operazioni esterne «opex» della Francia dal 2001

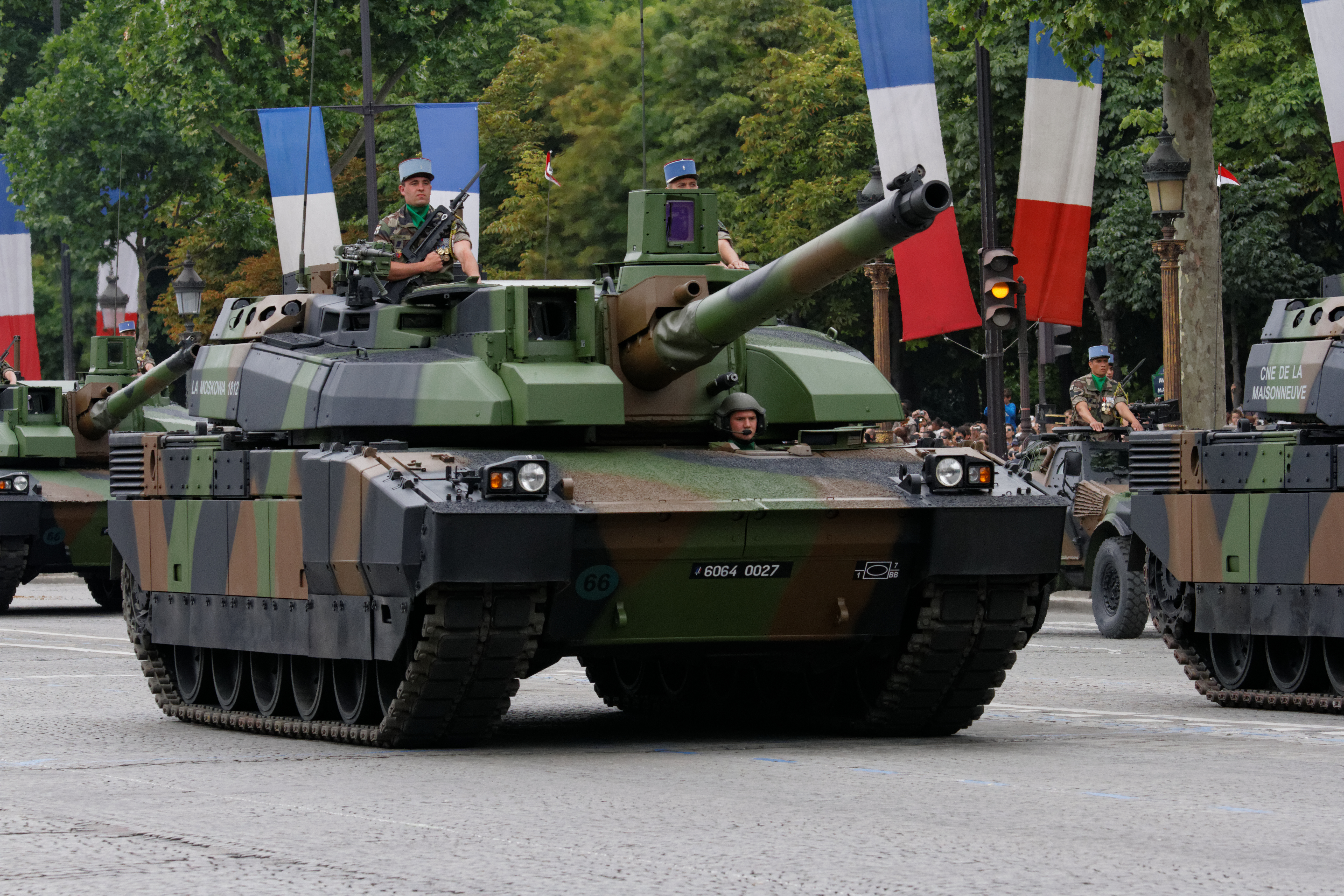
Un carro Leclerc dell'Armée de terre

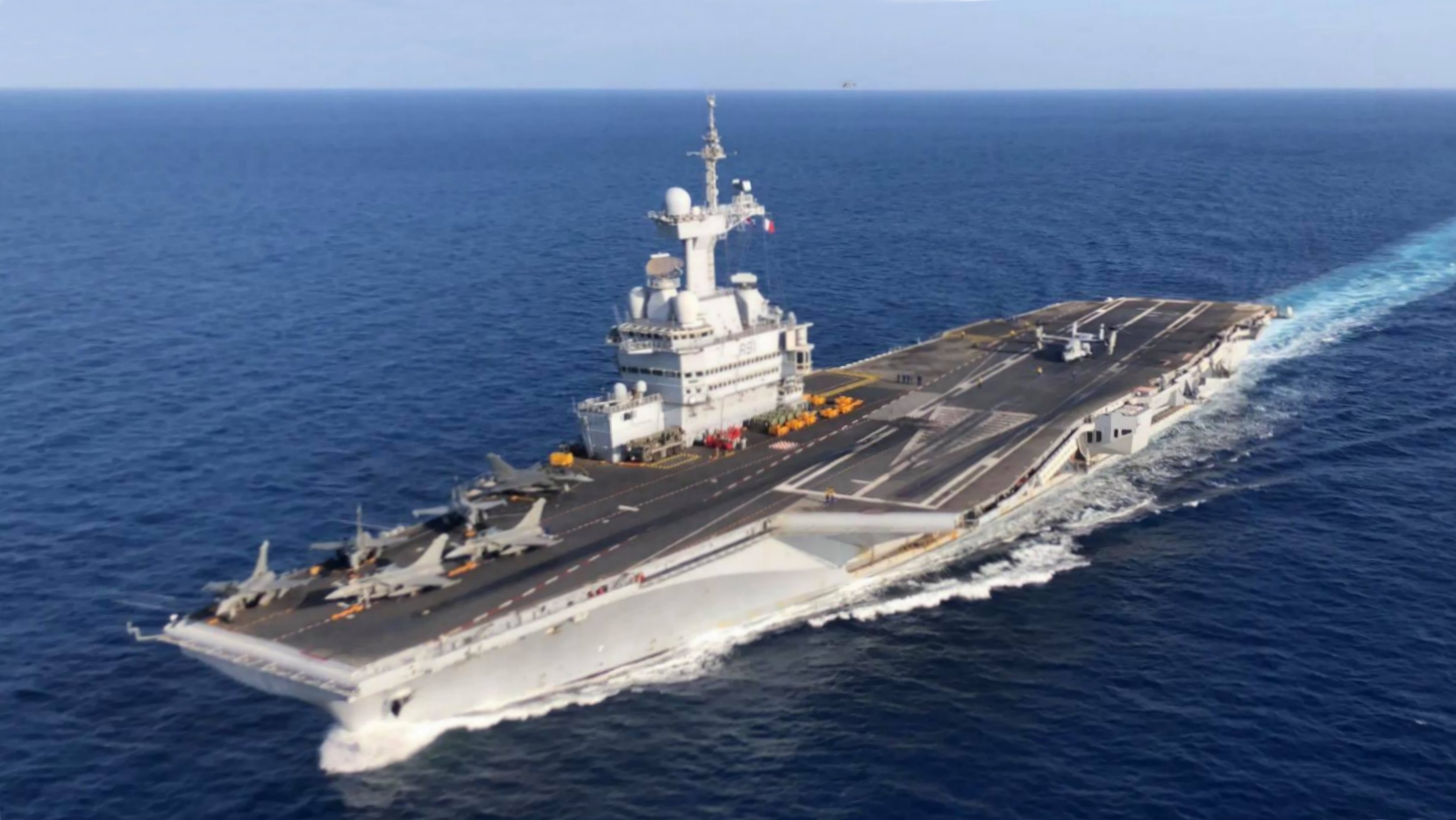
La portaerei della Marine nationale

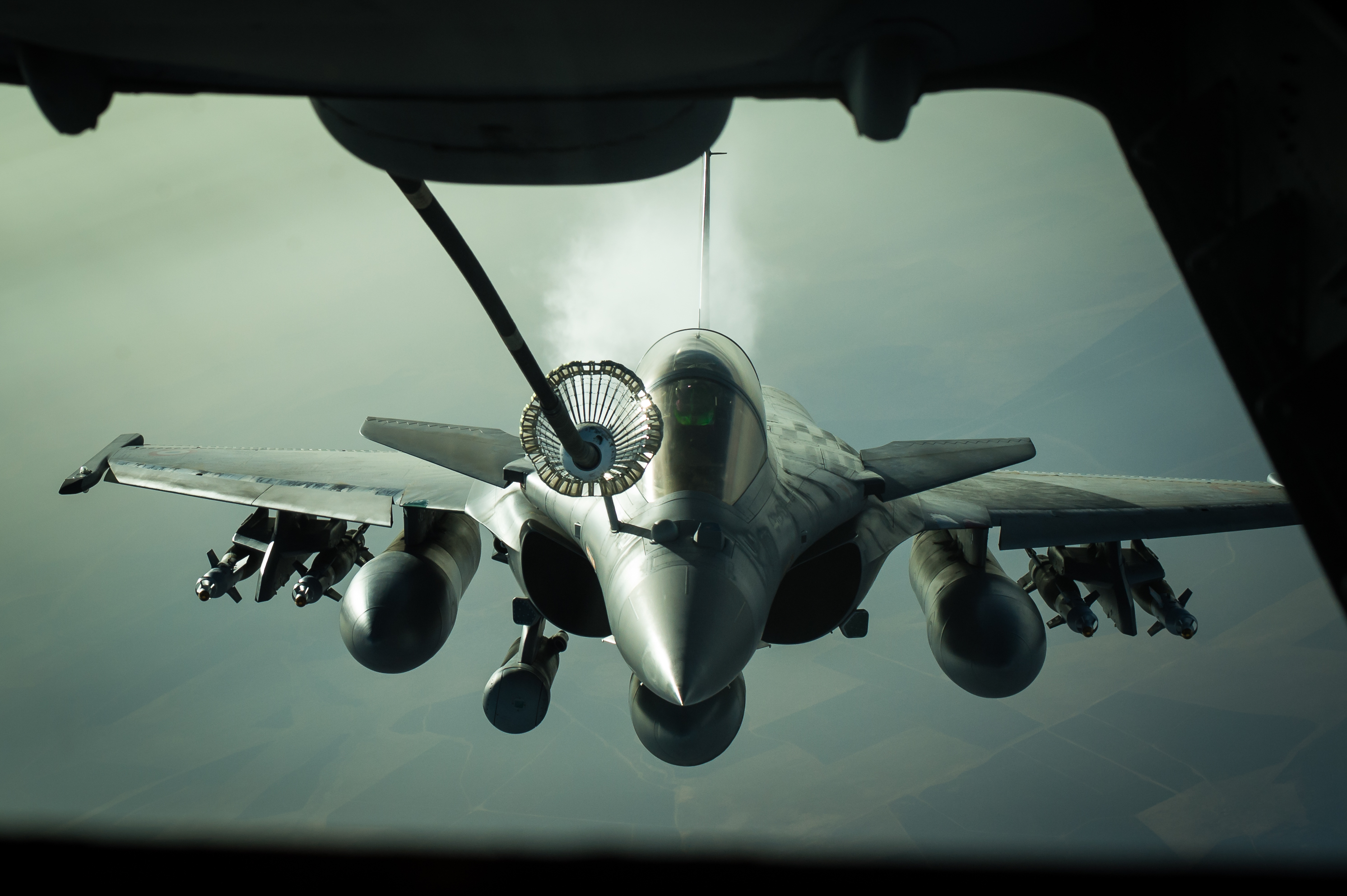
Un caccia Rafale dell'Armée de l'air

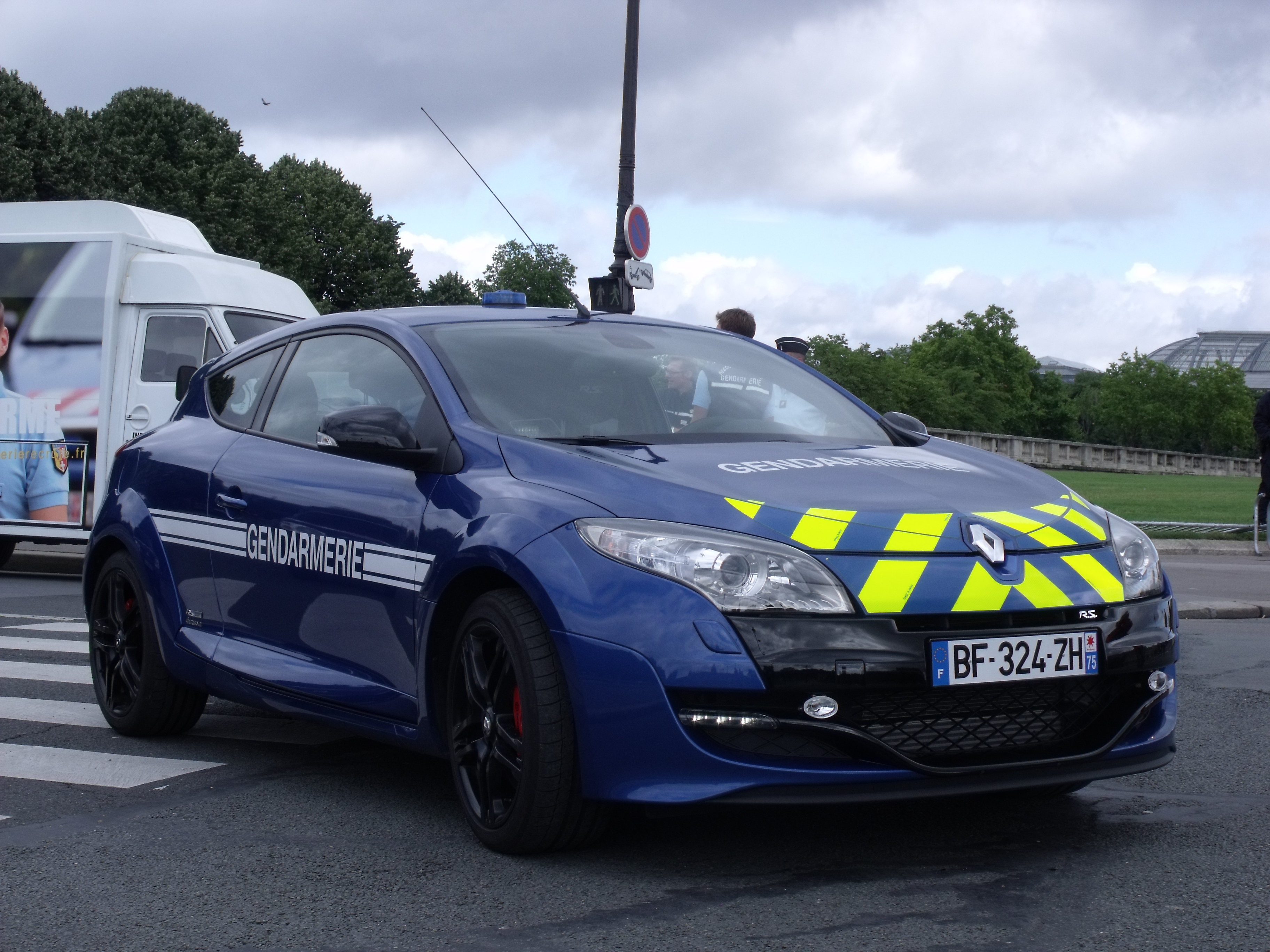
Un Véhicule Rapide d'Intervention (VRI) Mégane RS della Gendarmerie nationale

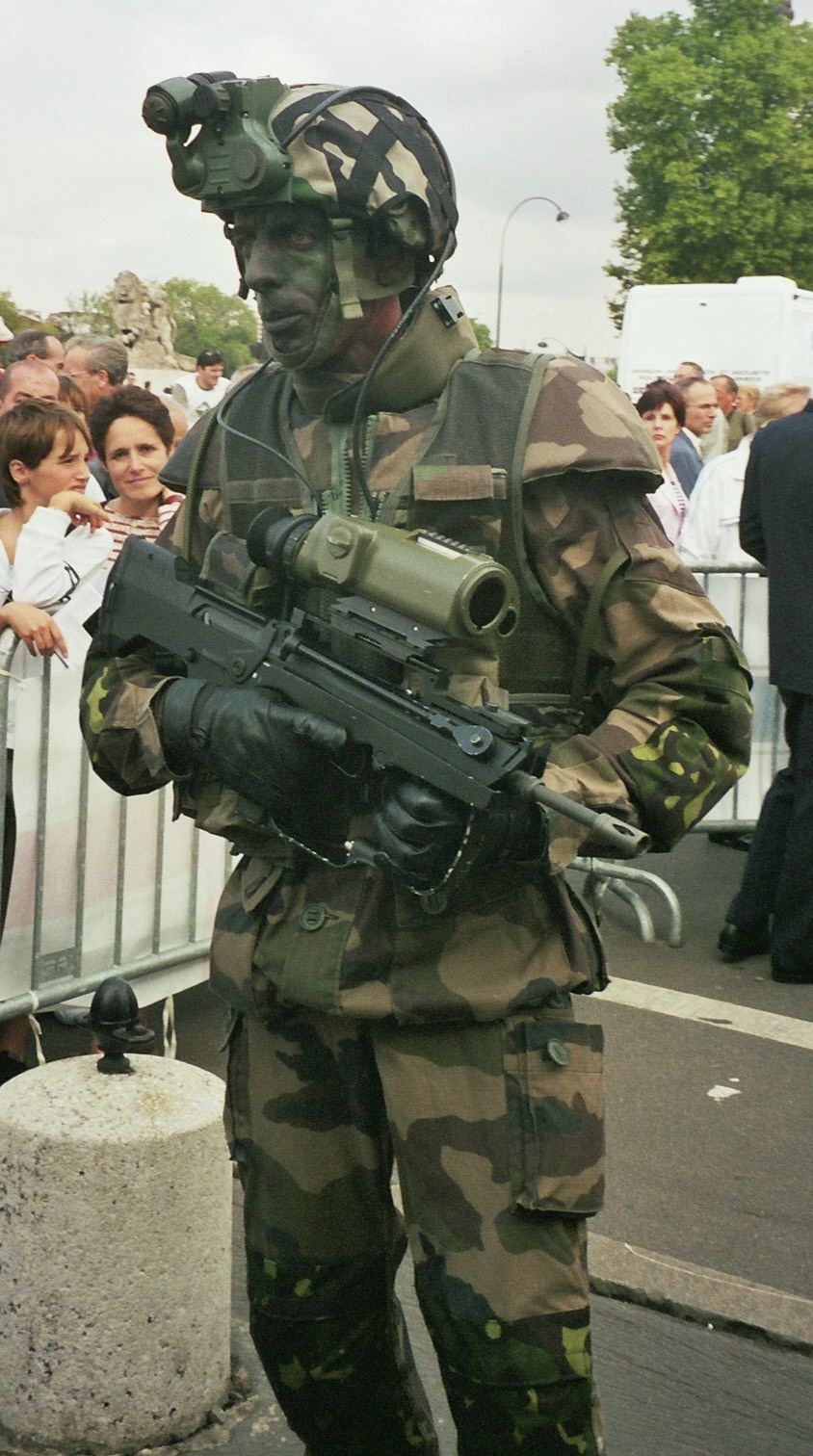
Un fante in tenuta "FELIN" col fucile d'assalto FAMAS

Le Forces armées françaises – chiamate anche l'Armée française – sono l'insieme delle forze armate francesi, composte dalle forze armate di terra, di mare, dell'aria e di gendarmeria, oltre a diversi altri corpi e servizi di sostegno ed organismi interarmi, sotto la direzione del Capo di Stato Maggiore delle forze armate (Chef d'État-Major des armées) e sotto l'autorità del Ministero della difesa francese e del Presidente della Repubblica francese, il quale secondo l'articolo 15 della Costituzione francese del 1958 è il Capo delle Forze Armate.

## Presentazione
(BBC History)

### Storia
La storia militare della Francia copre due millenni di storia attraverso la Francia, l'Europa e le ex colonie francesi.
L'area geografica che costituisce la Francia metropolitana di oggi è stata caratterizzata molto presto da un primo insediamento umano e culturale. L'unità politica, tuttavia, è stata più lenta ad emergere. Dal 400, con il declino del dominio dell'Impero Romano sulla Gallia, la tribù germanica dei Franchi ha cominciato a prendere il controllo del territorio. Con Clodoveo I e Carlo Magno, il Regno e poi l'Impero franco includeranno praticamente tutta la Francia attuale (e altri territori). Con il trattato di Verdun, che divide l'Impero carolingio nel 843, compare il Regno dei Franchi Occidentali, che diventerà la Francia.
Nel Medioevo, le forti rivalità con l'Inghilterra e il Sacro Romano Impero causano lunghe guerre. In senso stretto, anche se sono esistiti molto presto degli «eserciti in Francia», l'«Esercito francese» non nasce che nelle ultime fasi della guerra dei cent'anni con la creazione delle sue prime unità permanenti. È nel XIII secolo che appare un'autorità reale centrale abbastanza potente per creare uno Stato unitario sostenibile e la Francia diventata una delle nazioni più potenti d'Europa. Ma un paio di secoli più tardi, le guerre di religione francesi e il crescente potere della Spagna rimettono in causa tale supremazia.
Le guerre di Luigi XIV nel XVII e nell'inizio del XVIII secolo, hanno lasciato una Francia territorialmente più grande, ma in bancarotta. Più tardi, la rivalità con la Gran Bretagna, che ha soppiantato la concorrenza con la Spagna, porta alla perdita dei possedimenti del Nord America (regioni della Baia di Hudson, l'Acadia e l'intero Canada francese); questa rivalità e lo spirito di rivincita sono i motivi che spingeranno la Francia a fornire assistenza ai coloni americani in rivolta contro Londra durante la guerra d'indipendenza americana. Dopo un periodo di sconvolgimenti rivoluzionari, le guerre napoleoniche portano alla Francia un'influenza che non ha paragoni. Nel XIX secolo la Francia, come gli altri grandi imperi, si concentra sulla sostenibilità delle sue colonie.
La rivalità franco-tedesca, che nasce nel corso del XIX secolo, conduce dapprima alla guerra contro la Prussia, si ravviva durante la prima guerra mondiale e trova il suo culmine con la seconda guerra mondiale, durante la quale gli Alleati si uniscono contro l'asse Roma-Berlino. La conflagrazione lascia dei paesi indeboliti politicamente e militarmente e dominati da due superpotenze, gli Stati Uniti e l'URSS durante la guerra fredda. Ma le due guerre mondiali, riducendo la rivalità franco-tedesca, hanno avuto un effetto positivo nel preparare il terreno per l'idea di integrazione europea: economicamente, politicamente e militarmente.
Accanto a questi temi europei, le forze armate hanno tenuto un ruolo importante nella creazione di un vasto impero coloniale, che sopravvisse fino alla fine della guerra d'Algeria. Da allora in poi, anche se sempre impegnata a fianco del blocco occidentale, la Francia segna la sua differenza con lo sviluppo di un proprio deterrente nucleare e lasciando il comando militare integrato della NATO nel 1966.
Strategicamente, la Francia resta per molto tempo influenzata dall'idea di una difesa su delle frontiere «naturali» reali o supposte: il Reno a nord e ad est, il massiccio del Giura e le Alpi a est e i Pirenei a sud. L'esercito francese è, per la sua storia, spesso pioniere di molte innovazioni tecniche e tattiche.
Oggi, gli interventi militari francesi sono per lo più le operazioni di mantenimento della pace nelle sue ex colonie o nei punti caldi del mondo con i suoi alleati della NATO, organizzazione con la quale rafforza i suoi legami nel 1995, quasi trent'anni dopo la sua partenza dalla struttura militare, e che reintegra nel 2009.
|            | Terra                                                    | Mare                                 | Aria                                 | Altre                                                    |
| ---------- | -------------------------------------------------------- | ------------------------------------ | ------------------------------------ | -------------------------------------------------------- |
| Regno      | Compagnie d'ordonnance (dal 1445)                        | Marine royale (dal 1624)             |                                      | Maréchaussée (dal 1373) Gendarmerie de France (dal 1665) |
| I Repub.   | Armée révolutionnaire                                    | Marine de la République              |                                      | Gendarmerie nationale Garde nationale                    |
| I Impero   | Armée napoléonienne Grande Armée                         | Marine impériale                     |                                      | Garde impériale Gendarmerie nationale Garde nationale    |
| Regno      | Armée royale                                             | Marine royale                        |                                      | Gendarmerie nationale Garde nationale                    |
| II Repub.  | Armée de la République                                   | Marine de la République              |                                      | Gendarmerie nationale Garde nationale                    |
| II Impero  | Armée impériale                                          | Marine impériale                     |                                      | Garde impériale Gendarmerie nationale Garde nationale    |
| III Repub. | Armée de terre                                           | Marine nationale                     | Armée de l'air (dal 1934)            | Gendarmerie nationale                                    |
| II GM      | Armée de Vichy (o Armée d'armistice)                     | Armée de Vichy (o Armée d'armistice) | Armée de Vichy (o Armée d'armistice) | Armée de Vichy (o Armée d'armistice)                     |
| II GM      | AdT de Vichy                                             | MN de Vichy                          | AdA de Vichy                         | GN de Vichy                                              |
| II GM      | Armée française de la Libération (FFL + Armée d'Afrique) |                                      |                                      |                                                          |
| II GM      | FTFL                                                     | FNFL                                 | FAFL                                 | FFI                                                      |
| dal 1946   | Armée de terre                                           | Marine nationale                     | Armée de l'air                       | Gendarmerie nationale Garde nationale (dal 2016)         |

| Forze                         | 1962      | 1966    | 1989    | 1995    | 1996    | 2002    | 2004    | 2015    |
| ----------------------------- | --------- | ------- | ------- | ------- | ------- | ------- | ------- | ------- |
| Armée de terre                | 721 102   | 335 391 | 295 989 | 271 000 | 268 572 | 172 626 | 166 892 | 117 573 |
| Marine nationale              | 78 506    | 69 723  | 65 090  | 70 400  | 69 878  | 56 464  | 54 654  | 38 186  |
| Armée de l'Air et de l'Espace | 138 873   | 108 584 | 94 892  | 94 100  | 93 552  | 71 080  | 69 276  | 47 002  |
| Altri servizi                 |           | 8 709   | 14 496  | 47 910  | 47 410  | 42 152  | 64 008  | 60 589  |
| Totale                        | 942 675   | 522 417 | 470 467 | 483 410 | 479 412 | 342 322 | 354 832 | 263 350 |
| Gendarmerie nationale         | 85 132    | 61 539  | 87 437  | 93 450  | 93 669  | 97 884  | 100 345 | 100 488 |
| Totale                        | 1 027 807 | 583 956 | 557 904 | 576 860 | 573 081 | 440 206 | 455 177 | 363 838 |
| Riserva militare              |           |         |         |         |         |         |         | 185 458 |

### Descrizione
Le forze armate francesi sono attualmente composte da militari professionisti (il servizio nazionale – e con esso la coscrizione – è stato sospeso dalla legge nº 97-1019 del 28 ottobre 1997), da militari riservisti e da personale civile.
Questa decisione di professionalizzare le forze armate era presa in considerazione già da diversi anni; il Regno Unito l'aveva già realizzata nel 1963 e gli Stati Uniti nel 1973; e nel 1934 l'allora tenente colonnello Charles de Gaulle aveva pubblicato Vers l'armée de métier.
In effetti, nel 1991 in occasione della guerra del Golfo, il presidente francese, il socialista Mitterrand, decide di intervenire accanto agli USA – per la prima volta dopo la guerra di Corea – con l'operazione Daguet e di inviare un contingente, ma formato solo di militari di carriera e volontari, escludendo di inviare i coscritti. Questa decisione fa sì che, ad esempio, l'Armée de terre, che all'epoca contava 290 000 uomini ne può inviare, nella divisione Daguet, solo 13 500, meno del 5%.
L'accesso delle donne nelle forze armate francesi rimonta al 1914, con il reclutamento di queste nel Service de santé des armées. Nel 1939 esse sono autorizzate ad integrare altri corpi ausiliari delle forze armate e un decreto del 1951 mette fine al carattere ausiliario. Dal 1970 le donne sono ammesse all'École polytechnique – l'ingresso effettivo fu dal 1972, con 7 donne ammesse, tra cui Anne Chopinet –, altre disposizioni negli anni 70 portano sullo statuto delle donne all'interno delle forze armate e la loro integrazione nella gerarchia militare. Il reclutamento delle donne nelle scuole dell'Armée de l'air debutta nel 1976 – Caroline Aigle sarà la prima donna pilota da caccia nel 1999 –, all'École spéciale militaire de Saint-Cyr nel 1983 e all'École navale nel 1992. Tuttavia l'accesso delle donne ad alcune unità speciali è piuttosto debole; inoltre alcune specialità, come la Légion étrangère, sono limitate agli uomini; comunque alcune sperimentazioni sono avviate nella Gendarmerie mobile e nei sottomarini. Con quasi 32 000 donne (di cui più di 2 000 ufficiali), le forze armate francesi sono tra le più aperte alle donne, con un tasso di femminizzazione superiore al 15%; tuttavia, vi sono alcune disparità, ad esempio la presenza delle donne nell'Armée de l'air è il doppio di quella nell'Armée de terre e esse sono in maggioranza impiegate in due specialità: "amministrazione" (40%) e "sanità" (15%).
Le forze armate francesi occupano il 25º posto a livello mondiale in termini di numero di truppe attive secondo l'IISS.
Tra i paesi di cui sono note le spese militari, la Francia è al 7º posto a livello mondiale, secondo l'IISS (46,8 Md$) e il SIPRI (50,9 Md$, 2,1% del PIL).
La Francia si colloca al 60º posto a livello mondiale (su 152) nel ranking del BICC relativo al Global Militarization Index con un valore GMI di 613,83.
La Francia si colloca al 46º posto a livello mondiale (su 162) nel ranking dell'IEP relativo al Global Peace Index con un valore GPI di 1,829.
Le forze armate francesi si collocano in Europa al 1º posto per numero di effettivi (davanti alla Germania, l'Italia e il Regno Unito) o al 2º posto per spese militari (dietro il Regno Unito ma davanti alla Germania e all'Italia); e al 3º posto nella NATO per numero di effettivi (dietro gli USA e la Turchia) o al 3º posto per spese militari (dietro gli USA e il Regno Unito).
Nel 2016 il budget del Ministero della difesa (pensioni incluse) è stato di 42,3 Md€ nelle sue tre missioni (Difesa, Veterani e memoria, Ricerca duale) ed è pari al 13,7% del budget della Francia. Il budget della missione Difesa (ovvero quella relativa alle forze armate) è stato (nel 2016) di 39,69 Md€ (pensioni incluse, pari al 12,8% del budget della Francia, o di 32,08 Md€ pensioni escluse); quello della missione Veterani e memoria è stato di 2,51 Md€ (0,8% del budget della Francia; più altri 100 Mil€ dal Primo ministro); e quello della missione Ricerca Duale è stato di 180 Mil€ (0,1% del budget della Francia).
Questo budget non ricomprende la Gendarmerie nationale, che dal 2009 è a carico del Ministero dell'Interno francese.
Il PIL della Francia relativo al 2015 è di 2 181,1 Md€, il rapporto in percentuale del PIL dell'intero budget del Ministero della difesa (pensioni incluse) è pari a 1,94%; o pari a 1,82% se relativo alla sola Missione Difesa (pensioni incluse; 1,47% pensioni escluse).
Nel 2015 gli effettivi (in ETPL) del Ministero della difesa sono pari a 263 350, di cui 202 964 militari e 60 386 civili; sono esclusi gli effettivi della Gendarmerie nationale (che sono pari a 100 488, di cui 96 534 militari e 3 954 civili).
La riserva militare (delle forze armate e della gendarmeria) è composta da tre livelli: la riserva operativa di 1º livello (RO1), composta da volontari che hanno firmato un contratto fino a 5 anni, la riserva operativa di 2º livello (RO2), composta da ex militari sottomessi ad un obbligo di disponibilità per 5 anni, e la riserva cittadina (RCIT) composta da volontari civili.
Nel 2015, gli effettivi della riserva operativa 1 (RO1) sono pari a 54 374 (28 100 nelle forze armate e 26 274 nella gendarmeria); gli effettivi della riserva operativa 2 (RO2) sono pari a 127 022 (98 264 nelle forze armate e 28 758 nella gendarmeria); e gli effettivi della riserva cittadina (RCIT) sono pari a 4 062 (2 778 nelle forze armate e 1 284 nella gendarmeria).
Nel luglio 2016, a seguito degli attentati che hanno colpito la Francia nel 2015 e 2016, è confermata la (ri)costituzione della Garde nationale; questa sarà composta da volontari della riserva operativa (RO1) delle forze armate e delle formazioni collegate rilevanti del Ministero della difesa, della riserva operativa (RO1) della Gendarmerie nationale e della riserva civile della Police nationale.
Al 2017, la Garde nationale consta di 63 750 volontari riservisti; 31 500 riservisti militari (RO1) delle forze armate, 28 500 riservisti militari (RO1) della gendarmerie nationale e 3 750 riservisti civili della Police nationale.
La Francia è la 3ª potenza nucleare mondiale dietro la Russia e gli Stati Uniti, con circa 300 testate nucleari disponibili. È inoltre la 4ª potenza che si è dotata di una forza nucleare indipendente, la force de frappe (il primo test nucleare è stato effettuato il 13 febbraio 1960). La dissuasione nucleare è da sempre uno dei pilastri della strategia di difesa della Francia.
La forza nucleare era basata su una triade nucleare (missili con testate nucleari lanciabili da aerei, da terra e da sottomarini) ed era composta da una forza nucleare strategica e da una forza nucleare tattica (o pre-strategica). La force de frappe è dal 1996 basata sulle sole componenti aeree e navali.
La Francia si è ritirata unilateralmente dai comandi «integrati» della NATO nel 1966: l'allora presidente Charles de Gaulle, a seguito della condanna dell'intervento statunitense contro i comunisti in Vietnam e anche per poter perseguire il proprio programma di difesa nucleare, ritirò la Francia dal Comitato Militare della NATO ed espulse tutte le basi statunitensi e NATO dal territorio francese.
Da allora la Francia fino al 1995 ha partecipato solo alla struttura civile e politica della NATO; a partire dal 1996 la Francia reintegra il North Atlantic Council (NAC) e il Military Committee (MC).
Nell'aprile 2009 reintegra l'International Military Staff (IMS), l'Allied Command Operations (ACO) e l'Allied Command Transformation (ACT), con l'esclusione del Nuclear Planning Group (NPG), ed ottiene il comando dell'ACT.
La Francia è anche una potenza spaziale: nel 1965 è il terzo paese (dopo URSS e USA) a mettere in orbita un satellite artificiale (Asterix) a partire da un proprio razzo vettore e dal 1995, anno del lancio del primo satellite militare di ricognizione (Helios 1, di tipo IMINT), è anche uno dei pochi paesi al mondo a possedere dei satelliti militari di ricognizione. La Francia, insieme ad USA, Russia e Cina, è inoltre uno dei quattro paesi a possedere dei satelliti militari di ricognizione di tipo SIGINT. Inoltre il centro spaziale COSMOS dell'Armée de l'air, che è uno strumento del Commandement interarmées de l'espace (CIE), permette alla Francia di poter, in tutta autonomia, controllare e sorvegliare lo spazio e gli oggetti spaziali (satelliti e detriti).
Con i suoi satelliti militari di ricognizione la Francia riafferma la propria posizione di indipendenza spaziale rispetto a suoi partner stranieri.
| Forze                 | Creazione | Effettivi | Equipaggiamento [ 8 ]                                                                               |
| --------------------- | --------- | --------- | --------------------------------------------------------------------------------------------------- |
| Armée de terre        | 1445      | 117 573   | 200 MBT, 967 IFV, 5.308 APC, 173 altri blindati, 1.768 sistemi d'arma, 313 elicotteri               |
| Marine nationale      | 1624      | 38 186    | 10 sottomarini nucleari, 62 navi da combattimento e sostegno, 44 Rafale M, 36 aerei e 61 elicotteri |
| Armée de l'air        | 1934      | 47 002    | 212 caccia, 78 aerei da trasporto, 20 aerei di supporto, 79 elicotteri                              |
| Altri servizi         |           | 60 589    | |
| Gendarmerie nationale | 1791      | 100 488   | 30.155 veicoli, 55 elicotteri                                                                       |
| Garde nationale       | 2016      | 63 750    | |

### Complesso militare-industriale
Il complesso militare-industriale francese designa: l'insieme delle industrie d'armamento e della difesa francesi, le forze armate francesi, i decisori politici e le complesse relazioni (lobbying) tra questi tre poli.
L'industria d'armamento e della difesa francese è particolarmente sviluppata e posizionata globalmente su tutti i settori riguardanti l'armamento e la difesa. La ristrutturazione, a seguito della fine della guerra fredda e la globalizzazione, hanno condotto alla chiusura di produzione in alcuni settori (in particolare blindati leggeri e fucili d'assalto).
Le forze armate francesi utilizzano un equipaggiamento essenzialmente di produzione francese, ciò ha permesso ad alcune industrie nazionali di diventare leader mondiali nel proprio settore. In particolare:
- nel settore terrestre: Nexter, ex Giat Industries, che nel 2015 ha creato con la tedesca KMW il gruppo KNDS;
- nel settore navale: Naval Group, ex DCNS, che è un leader mondiale nella costruzione navale e che fornisce le principali navi e i sottomarini nucleari alla marina francese;
- nel settore aereo: Dassault Aviation, che è l'unico costruttore in Europa capace di realizzare interamente i suoi aerei militari;
- nei settori della componentistica e dell'elettronica: SAFRAN e Thales.

A queste aziende bisogna aggiungere il Gruppo Airbus, europeo ma la cui produzione è basata soprattutto in Francia, e MBDA, secondo costruttore mondiale di missili.
La Francia è generalmente classificata al quarto posto mondiale nella classifica dei maggiori esportatori di armi.
Lo Stato francese, anche a seguito di diverse nazionalizzazioni (in particolare nel 1936 e nel 1982), è azionista unico, di maggioranza o di riferimento di molte delle aziende d'armamento e della difesa francesi.
Di seguito le principali aziende d'armamento e della difesa francesi (la † indica le aziende scomparse):
- Aérospatiale (†)
- Airbus Group (ex EADS, Airbus, Airbus Helicopters, Airbus Defence and Space)
- Areva (†)
- ArianeGroup
- Arquus (Renault Trucks Defense, ACMAT Defense, Panhard Defense)
- Arsenal de Bourges (†)
- Arsenal de l'Aéronautique (†)
- Arsenal de Roanne (ARE) (†)
- Ateliers de construction d'Issy-les-Moulineaux (AMX) (†)
- Ateliers de construction de Puteaux (APX) (†)
- Ateliers et Chantiers de la Loire (†)
- Auverland (†)
- Berliet (†)
- Brandt (†)
- Chantiers de l'Atlantique (STX)
- Chantiers Dubigeon (†)
- Commissariat à l'énergie atomique et aux énergies alternatives (CEA)
- Constructions mécaniques de Normandie (CMN)
- Daher (SOCATA)
- Défense conseil international (DCI)
- Euromissile (†)
- EuroTorp
- Groupe Gorgé (ECA Group)
- Groupe Latécoère
- GIMD (Dassault Aviation, Dassault Systèmes)
- Hotchkiss (†)
- Manufacture d'armes de Bayonne (†)
- Manufacture d'armes de Charleville (†)
- Manufacture d'armes de Châtellerault (†)
- Manufacture d'armes de Paris (†)
- Manufacture d'armes de Saint-Étienne (†)
- Manufacture d'armes de Versailles (†)
- Manurhin (†)
- Matra (†)
- MBDA France
- Naval Group (ex DCNS)
- Nexter (ex GIAT)
- Nord Aviation (†)
- PGM Précision
- Piriou (Kership)
- Potez
- Raidco Marine
- SAFRAN (Snecma, Sagem, Hispano-Suiza, Messier-Bugatti-Dowty, Turbomeca)
- Schneider et Cie (†)
- SIAé
- Socarenam
- Breguet (†)
- Sofradir
- SOMUA (†)
- Sud Aviation (†)
- TDA Armements
- Technicatome
- Thales (ex Thomson-CSF)
- Thomson SA (†)
- Zodiac Aerospace
- Zodiac Marine and Pool

### Operazioni militari
| Nome                | Paese                                                     | Inizio            | Fine              | Contesto                                                                                                   |
| ------------------- | --------------------------------------------------------- | ----------------- | ----------------- | --- |
| Limousin            | Ciad                                                      | 14 aprile 1969    | 27 ottobre 1972   | A titolo di accordi di difesa o di assistenza                                                              |
| Lamantin            | Mauritania                                                | 25 ottobre 1977   | 27 maggio 1980    | A titolo di accordi di difesa o di assistenza                                                              |
| Verveine            | Zaire / Repubblica democratica del Congo / Congo Kinshasa | 7 aprile 1977     | 18 aprile 1977    | Operazione multilaterale / Prima guerra dello Shaba                                                        |
| Tacaud              | Ciad                                                      | 18 febbraio 1978  | maggio 1980       | A titolo di accordi di difesa o di assistenza / Guerra civile ciadiana (1965-1979)                         |
| UNIFIL              | Libano                                                    | 23 marzo 1978     | in corso          | Cdmt ONU                                                                                                   |
| Bonite              | Zaire                                                     | 18 maggio 1978    | 15 giugno 1978    | A titolo di accordi di difesa o di assistenza / Seconda guerra dello Shaba                                 |
| Anabase             | Ciad                                                      | maggio 1980       | 17 maggio 1980    | A titolo di accordi di difesa o di assistenza                                                              |
| Murène              | Gabon                                                     | 11 novembre 1980  | luglio 1981       | A titolo di accordi di difesa o di assistenza                                                              |
| EFAO                | Centrafrica                                               | 8 luglio 1981     | 15 aprile 1998    | A titolo di accordi di difesa o di assistenza                                                              |
| FMO                 | Egitto                                                    | 21 marzo 1982     | in corso          | OSCE |
| Epaulard            | Libano                                                    | 18 agosto 1982    | 13 settembre 1982 | Mandato ONU                                                                                                |
| Diodon              | Liban 24                                                  | settembre 1982    | 31 marzo 1984     | Operazione multilaterale                                                                                   |
| Manta               | Ciad                                                      | 9 agosto 1983     | 7 novembre 1984   | A titolo di accordi di difesa o di assistenza / Guerra libico-ciadiana                                     |
| Grondin             | Mar Rosso                                                 | agosto 1984       | settembre 1984    | Operazione multilaterale                                                                                   |
| Nome                | Paese                                                     | Inizio            | Fine              | Contesto                                                                                                   |
| Muge                | Mar Rosso                                                 | 15 agosto 1984    | 30 settembre 1984 | Operazione multilaterale                                                                                   |
| Silure              | Ciad                                                      | 1 ottobre 1984    | 1 dicembre 1984   | A titolo di accordi di difesa o di assistenza                                                              |
| Salam               | Afghanistan                                               | gennaio 1988      | gennaio 1990      | Cdmt ONU / UNGOMAP                                                                                         |
| Epervier            | Ciad                                                      | 13 febbraio 1986  | in corso          | A titolo di accordi di difesa o di assistenza / Guerra libico-ciadiana                                     |
| Nouadibou           | Senegal                                                   | 29 aprile 1989    | 16 maggio 1989    | A titolo di accordi di difesa o di assistenza                                                              |
| Apogée              | Saint Martin                                              | dicembre 1989     | dicembre 1989     | Operazione multilaterale                                                                                   |
| Requin              | Gabon                                                     | 23 maggio 1990    | 2 giugno 1990     | A titolo di accordi di difesa o di assistenza                                                              |
| Salamandre          | Mar Rosso                                                 | 10 agosto 1990    | 30 settembre 1990 | Mandato ONU / Guerra del Golfo                                                                             |
| Artimon             | Golfo Persico                                             | 13 agosto 1990    | 10 maggio 1994    | ONU/UE o / Guerra del Golfo                                                                                |
| Busiris             | Emirati Arabi Uniti                                       | 24 agosto 1990    | 1 agosto 1991     | Mandato ONU / Guerra del Golfo                                                                             |
| Daguet              | Arabia Saudita                                            | 16 settembre 1990 | 1 giugno 1991     | Mandato ONU / Guerra del Golfo                                                                             |
| Noroît              | Ruanda                                                    | 4 ottobre 1990    | dicembre 1993     | A titolo di accordi di difesa o di assistenza                                                              |
| Godoria             | Etiopia                                                   | 28 maggio 1991    | 12 giugno 1991    | A titolo di accordi di difesa o di assistenza                                                              |
| Libage              | Turchia                                                   | 6 aprile 1991     | 20 luglio 1991    | Mandato ONU                                                                                                |
| ECMM                | Bosnia Erzegovina                                         | 7 luglio 1991     | 31 dicembre 2000  | ONU/OSCE / Guerre jugoslave                                                                                |
| ECMM                | Bosnia Erzegovina                                         | 7 luglio 1991     | 31 dicembre 2000  | ONU/UE / Guerre jugoslave                                                                                  |
| Aconit              | Turchia                                                   | 13 luglio 1991    | 31 dicembre 1996  | Mandato ONU                                                                                                |
| MINURSO             | Mauritania                                                | ottobre 1991      | in corso          | Cdmt ONU                                                                                                   |
| Méteil              | Qatar                                                     | 17 ottobre 1990   | 1 maggio 1991     | Mandato ONU / Guerra del Golfo                                                                             |
| Nome                | Paese                                                     | Inizio            | Fine              | Contesto                                                                                                   |
| Phèdre              | Mar Rosso                                                 | 30 gennaio 1991   | aprile 1991       | ONU/UE o                                                                                                   |
| MONUIK              | Kuwait                                                    | 9 aprile 1991     | 17 marzo 2003     | Cdmt ONU                                                                                                   |
| Ramure              | Iran                                                      | 18 aprile 1991    | 31 maggio 1991    | Mandato ONU                                                                                                |
| Totem               | Etiopia                                                   | 24 maggio 1991    | 5 giugno 1991     | A titolo di accordi di difesa o di assistenza                                                              |
| ONUSAL              | Salvador                                                  | 16 agosto 1991    | 30 aprile 1995    | Cdmt ONU                                                                                                   |
| MIPRENUC            | Cambogia                                                  | 12 novembre 1991  | 15 marzo 1992     | Cdmt ONU                                                                                                   |
| Iskoutir            | Gibuti                                                    | 25 febbraio 1992  | giugno 1999       | A titolo di accordi di difesa o di assistenza / Guerra civile a Gibuti                                     |
| FORPRONU            | Bosnia Erzegovina                                         | 12 marzo 1992     | 14 dicembre 1995  | Cdmt ONU / Guerre jugoslave                                                                                |
| APRONUC             | Cambogia                                                  | 15 marzo 1992     | 15 novembre 1993  | Cdmt ONU                                                                                                   |
| Danube              | Ungheria                                                  | 1 giugno 1992     | 1997              | ONU/UE o                                                                                                   |
| Sharp Vigilance     | Mare Adriatico                                            | 11 luglio 1992    | 22 novembre 1992  | Operazione multilaterale / Guerre jugoslave                                                                |
| Sanaa               | Somalia                                                   | 15 novembre 1992  | 18 novembre 1992  | Mandato ONU                                                                                                |
| Sharp Fence         | Mare Adriatico                                            | 22 novembre 1992  | 15 giugno 1993    | ONU/UE o                                                                                                   |
| Oryx                | Somalia                                                   | 7 dicembre 1992   | 12 aprile 1993    | Mandato ONU                                                                                                |
| Courlis             | Bosnia Erzegovina                                         | 27 marzo 1993     | 20 dicembre 1995  | ONU/otan / Guerre jugoslave                                                                                |
| Crécerelle          | Bosnia Erzegovina                                         | 6 aprile 1993     | 20 dicembre 1995  | ONU/otan / Guerre jugoslave                                                                                |
| ONUSOM 2            | Somalia                                                   | 4 maggio 1993     | 15 gennaio 1994   | Cdmt ONU                                                                                                   |
| Sharp Guard         | Mare Adriatico                                            | 18 giugno 1993    | 17 giugno 1996    | ONU/otan                                                                                                   |
| MONUG               | Georgia                                                   | agosto 1993       | in corso          | Cdmt ONU                                                                                                   |
| MINUHA              | Haiti                                                     | 23 settembre 1993 | 1 giugno 1996     | Cdmt ONU                                                                                                   |
| Ventis              | Haiti                                                     | 18 ottobre 1993   | 2 ottobre 1994    | Mandato ONU                                                                                                |
| Nome                | Paese                                                     | Inizio            | Fine              | Contesto                                                                                                   |
| UNMLT               | Cambogia                                                  | 15 novembre 1993  | 15 maggio 1994    | Cdmt ONU                                                                                                   |
| ONUSOM 100          | Somalia                                                   | 20 dicembre 1993  | 15 marzo 1994     | Cdmt ONU                                                                                                   |
| Balata              | Camerun                                                   | febbraio 1994     | agosto 1998       | A titolo di accordi di difesa o di assistenza                                                              |
| UNCONSMIL           | Cambogia                                                  | 15 maggio 1994    | maggio 1995       | Cdmt ONU                                                                                                   |
| Turquoise           | Ruanda                                                    | 20 giugno 1994    | 22 agosto 1994    | Mandato ONU / UNAMIR                                                                                       |
| Haiti               | Haiti                                                     | 17 settembre 1994 | 27 settembre 1994 | Mandato ONU                                                                                                |
| UNAVEM III          | Angola                                                    | marzo 1995        | marzo 1995        | Cdmt ONU                                                                                                   |
| FOPAINU             | Croazia                                                   | 31 marzo 1995     | 14 dicembre 1995  | Cdmt ONU                                                                                                   |
| FORDEPRENU          | ERJM                                                      | 31 marzo 1995     | marzo 1999        | Cdmt ONU                                                                                                   |
| Hermine             | Bosnia                                                    | 3 giugno 1995     | 14 dicembre 1995  | Operazione multilaterale                                                                                   |
| Azalée              | Comore                                                    | 30 settembre 1995 | 8 ottobre 1995    | A titolo di accordi di difesa o di assistenza                                                              |
| MINUBH-GIP          | Bosnia Erzegovina                                         | 21 dicembre 1995  | 30 dicembre 2002  | Cdmt ONU                                                                                                   |
| Salamandre 1        | Bosnia Erzegovina                                         | 21 dicembre 1995  | 20 dicembre 1996  | ONU/otan                                                                                                   |
| Aramis              | Camerun                                                   | 17 febbraio 1996  | in corso          | A titolo di accordi di difesa o di assistenza                                                              |
| Almandin 1          | Centrafrica                                               | 18 aprile 1996    | 29 aprile 1996    | A titolo di accordi di difesa o di assistenza                                                              |
| Almandin 2          | Centrafrica                                               | 18 maggio 1996    | 31 agosto 1996    | A titolo di accordi di difesa o di assistenza                                                              |
| Condor              | Eritrea                                                   | giugno 1996       | marzo 2001        | Mandato ONU                                                                                                |
| MANUH               | Haiti                                                     | 1 luglio 1996     | 31 luglio 1997    | Cdmt ONU                                                                                                   |
| Almandin 3          | Centrafrica                                               | 9 settembre 1996  | 14 dicembre 1996  | A titolo di accordi di difesa o di assistenza                                                              |
| Nome                | Paese                                                     | Inizio            | Fine              | Contesto                                                                                                   |
| Salamandre 2        | Bosnia Erzegovina                                         | 21 dicembre 1996  | dicembre 2004     | ONU/otan                                                                                                   |
| Bubale              | Centrafrica                                               | 25 gennaio 1997   | 30 aprile 1998    | Mandato ONU                                                                                                |
| Bubale              | Centrafrica                                               | 25 gennaio 1997   | 30 aprile 1998    | A titolo di accordi di difesa o di assistenza                                                              |
| Pélican             | Congo                                                     | 17 marzo 1997     | 1 agosto 1997     | Operazione multilaterale                                                                                   |
| Alba                | Albania                                                   | 7 aprile 1997     | 8 agosto 1997     | Mandato ONU                                                                                                |
| MONUA               | Angola                                                    | luglio 1997       | maggio 1999       | Cdmt ONU                                                                                                   |
| EMCP                | Albania                                                   | 16 settembre 1997 | dicembre 2001     | ONU/UE o puis ONU/UE                                                                                       |
| MIPONUH             | Haiti                                                     | 28 novembre 1997  | 15 marzo 2000     | Cdmt ONU                                                                                                   |
| MINURCA             | Centrafrica                                               | 15 aprile 1998    | 28 febbraio 1999  | Cdmt ONU                                                                                                   |
| Aladin              | Arabia Saudita                                            | giugno 1998       | gennaio 1999      | Cdmt ONU                                                                                                   |
| MONUSIL             | Sierra Leone                                              | 13 luglio 1998    | 21 ottobre 1999   | Cdmt ONU                                                                                                   |
| Carib Venture       | Mar dei Caraibi                                           | 31 agosto 1998    | 23 settembre 1998 | Operazione multilaterale                                                                                   |
| Trident             | Kosovo                                                    | 4 dicembre 1998   | in corso          | NATO / KFOR                                                                                                |
| Cigogne 3           | Centrafrica                                               | 15 dicembre 1998  | 28 febbraio 1999  | Mandato ONU                                                                                                |
| Khor Angar          | Gibuti                                                    | 24 gennaio 1999   | 28 febbraio 2001  | A titolo di accordi di difesa o di assistenza                                                              |
| Ardoukoba           | Gibuti                                                    | giugno 1999       | 2000              | A titolo di accordi di difesa o di assistenza                                                              |
| MINUK               | Kosovo                                                    | 8 settembre 1999  | in corso          | Cdmt ONU                                                                                                   |
| MINUSIL             | Sierra Léone                                              | 21 ottobre 1999   | 1 settembre 2003  | Cdmt ONU                                                                                                   |
| Khaya               | Costa d'Avorio                                            | 23 dicembre 1999  | 27 dicembre 1999  | A titolo di accordi di difesa o di assistenza                                                              |
| MONUC               | Zaire                                                     | 30 novembre 1999  | in corso          | Cdmt ONU                                                                                                   |
| Nome                | Paese                                                     | Inizio            | Fine              | Contesto                                                                                                   |
| RECAMP Bissau       | Guinea Bissau                                             | 28 gennaio 1999   | 17 giugno 1999    | ONU/cedeao                                                                                                 |
| Santal              | Timor                                                     | 16 settembre 1999 | 7 febbraio 2000   | Mandato ONU                                                                                                |
| Trident humanitaire | Kosovo                                                    | 26 marzo 1999     | 15 agosto 1999    | ONU/otan                                                                                                   |
| ATNUTO              | Timor                                                     | 15 gennaio 2000   | 15 gennaio 2001   | Cdmt ONU                                                                                                   |
| BONURCA             | Centrafrica                                               | 15 febbraio 2000  | 26 marzo 2003     | Cdmt ONU                                                                                                   |
| MICAH               | Haiti                                                     | 15 marzo 2000     | 6 febbraio 2001   | Cdmt ONU                                                                                                   |
| MINUEE              | Etiopia                                                   | 6 dicembre 2000   | in corso          | Cdmt ONU                                                                                                   |
| EUMM                | Bosnia Erzegovina                                         | 31 dicembre 2000  | in corso          | ONU/UE |
| Céres               | ERJM                                                      | 20 agosto 2001    | 15 ottobre 2001   | ONU/NATO                                                                                                   |
| Héraclès            | Afghanistan                                               | 10 ottobre 2001   | in corso          | Mandato ONU / Guerra in Afghanistan                                                                        |
| Minerve             | ERJM                                                      | 15 ottobre 2001   | 31 marzo 2003     | ONU/NATO                                                                                                   |
| Pamir               | Afghanistan                                               | 2 gennaio 2002    | in corso          | ONU/otan / ISAF / Guerra in Afghanistan                                                                    |
| Loma                | Sierra Leone                                              | 4 febbraio 2002   | 10 febbraio 2002  | Cdmt ONU                                                                                                   |
| Épidote             | Afghanistan                                               | 16 aprile 2002    | in corso          | Mandato ONU / Enduring Freedom / Guerra in Afghanistan                                                     |
| Licorne             | Costa d'Avorio                                            | 22 settembre 2002 | in corso          | A titolo di accordi di difesa o di assistenza / Crisi politico-militare nella Costa d'Avorio / UNOCI/ONUCI |
| Coherent Behaviour  | MarMediterraneo                                           | 1 ottobre 2002    | 30 novembre 2002  | Operazione multilaterale                                                                                   |
| Carib Royale        | Mar dei Caraibi                                           | 25 ottobre 2002   | 29 ottobre 2002   | Operazione multilaterale                                                                                   |
| Boali               | Centrafrica                                               | 16 marzo 2003     | in corso          | A titolo di accordi di difesa o di assistenza                                                              |
| Altaïr              | ERJM                                                      | 31 marzo 2003     | 15 dicembre 2003  | ONU/UE |
| Mamba               | Zaire / Repubblica democratica del Congo / Congo Kinshasa | 3 giugno 2003     | 25 settembre 2003 | ONU/UE |
| Nome                | Paese                                                     | Inizio            | Fine              | Contesto                                                                                                   |
| Alysse              | Arabia Saudita                                            | 26 settembre 1992 | 11 maggio 2003    | Mandato ONU                                                                                                |
| MPUE                | Bosnia Erzegovina                                         | 1 gennaio 2003    | in corso          | ONU/UE |
| Résolute behaviour  | Corno d'Africa                                            | gennaio 2003      | 8 dicembre 2004   | Operazione multilaterale                                                                                   |
| Tarpan              | Arabia Saudita                                            | 21 febbraio 2003  | 9 aprile 2003     | Cdmt ONU                                                                                                   |
| MINUL               | Liberia                                                   | 1 ottobre 2003    | in corso          | Cdmt ONU                                                                                                   |
| Proxima             | ERJM                                                      | 15 dicembre 2003  | in corso          | ONU/UE |
| Carbet              | Haiti                                                     | 28 febbraio 2004  | 30 giugno 2004    | Mandato ONU                                                                                                |
| CALAO               | Costa d'Avorio                                            | 23 aprile 2004    | in corso          | Cdmt ONU                                                                                                   |
| MINUSTAH            | Haiti                                                     | 1 giugno 2004     | in corso          | Cdmt ONU                                                                                                   |
| MCOPEST             | Estonia                                                   | 1 agosto 2004     | 30 agosto 2004    | Operazione multilaterale                                                                                   |
| Carib shield        | Mar dei Caraibi                                           | 20 ottobre 2004   | 21 ottobre 2004   | Operazione multilaterale                                                                                   |
| Althéa              | Bosnia                                                    | 2 dicembre 2004   | in corso          | ONU/UE |
| Béryx               | Indonesia                                                 | 4 gennaio 2005    | 7 marzo 2005      | Operazione multilaterale                                                                                   |
| Nome                | Paese                                                     | Inizio            | Fine              | Contesto                                                                                                   |

| Nome                | Paese                                           | Inizio            | Fine             | Contesto                                                                           |
| ------------------- | ----------------------------------------------- | ----------------- | ---------------- | ---------------------------------------------------------------------------------- |
| FMO                 | Sinai                                           | 25 aprile 1982    | in corso         | OSCE                                                                               |
| Épervier            | Ciad                                            | 13 febbraio 1986  | 1º agosto 2014   | A titolo di accordi di difesa                                                      |
| Corymbe             | Golfo di Guinea                                 | 21 maggio 1990    | in corso         |                                                                                    |
| Trident             | Kosovo                                          | 12 giugno 1999    | 2 febbraio 2014  | KFOR                                                                               |
| Héraclès            | Afghanistan                                     | 10 ottobre 2001   | 31 dicembre 2014 | ONU / Guerra in Afghanistan                                                        |
| Pamir               | Afghanistan                                     | 2 gennaio 2002    | 31 dicembre 2014 | ONU / NATO / ISAF / Guerra in Afghanistan                                          |
| Épidote             | Afghanistan                                     | 16 aprile 2002    | 1º dicembre 2014 | ONU / Enduring Freedom / Guerra in Afghanistan                                     |
| Licorne             | Costa d'Avorio                                  | 22 settembre 2002 | 21 gennaio 2015  | A titolo di accordi di difesa / ONUCI                                              |
| CTF-150             | Corno d'Africa                                  | 7 ottobre 2002    | in corso         | Operazione Enduring Freedom - Corno d'Africa                                       |
| Boali               | Rep. Centrafricana                              | 16 marzo 2003     | 5 dicembre 2013  | Seconda guerra civile nella Repubblica Centrafricana                               |
| Baltic Air Policing | Estonia / Lettonia / Lituania                   | 30 marzo 2004     | in corso         | NATO / Scramble                                                                    |
| Daman               | Libano                                          | 11 agosto 2006    | in corso         | ONU / UNIFIL                                                                       |
| EUFOR Ciad/RCA      | Ciad / Rep. Centrafricana                       | 28 gennaio 2008   | 15 marzo 2009    | EUFOR / Guerra civile ciadiana (2005-2010)                                         |
| Atalante            | Golfo di Aden                                   | 8 dicembre 2008   | in corso         | EU NAVFOR Somalia                                                                  |
| Séisme Haïti 2010   | Haiti                                           | 13 gennaio 2010   | 20 febbraio 2010 | Terremoto di Haiti del 2010                                                        |
| Agapanthe 2010      | Afghanistan / Mar Arabico                       | 20 ottobre 2010   | 25 dicembre 2010 | 5ª campagna dal 2001 (2004, 2006 e 2007)                                           |
| Harmattan           | Libia                                           | 19 marzo 2011     | 31 ottobre 2011  | ONU / NATO / Intervento militare in Libia del 2011                                 |
| Tamour              | Giordania                                       | 9 agosto 2012     | 27 novembre 2013 | Sostegno medico militare per la Siria                                              |
| Serval              | Mali                                            | 11 gennaio 2013   | 1º agosto 2014   | Guerra in Mali                                                                     |
| Sangaris            | Rep. Centrafricana                              | 5 dicembre 2013   | 31 ottobre 2016  | ONU / Terza guerra civile nella Repubblica Centrafricana                           |
| EUFOR RCA           | Rep. Centrafricana                              | 1º aprile 2014    | 15 marzo 2015    | EUFOR                                                                              |
| Barkhane            | Mauritania / Mali / Burkina Faso / Niger / Ciad | 1º agosto 2014    | in corso         | G5S / Insurrezione islamica nel Maghreb                                            |
| Chammal             | Iraq / Siria                                    | 19 settembre 2014 | in corso         | Intervento militare contro lo Stato Islamico / dal 8 settembre 2015 anche in Siria |
| Arromanches         | Iraq                                            | 23 febbraio 2015  | 18 aprile 2015   | Intervento militare contro lo Stato Islamico / Chammal                             |
| Sophia              | Mar Mediterraneo                                | 18 maggio 2015    | in corso         | EU NAVFOR Med                                                                      |
| Arromanches 2       | Iraq / Siria                                    | 18 novembre 2015  | 16 marzo 2016    | Intervento militare contro lo Stato Islamico / Chammal                             |
| Nome                | Paese                                           | Inizio            | Fine             | Contesto                                                                           |

## Dottrina e missioni
La dottrina, le missioni e la strategia di difesa messe in opera dalle forze armate francesi sono enunciate nel Libro bianco sulla difesa e la sicurezza nazionale 2013:
- Fondamenti della strategia di difesa
  1. Preservazione dell'indipendenza e della sovranità
  2. Assicurazione la legittimità delle azioni internazionalmente
- Le priorità strategiche
  1. Proteggere la Francia e i francesi
  2. Garantire la sicurezza in Europa
  3. Stabilizzare i territori vicini
  4. Stabilizzare il Medio oriente
  5. Contribuire alla pace nel mondo
- Messa in opera della strategia
  1. Conoscenza e anticipazione
  2. Dissuasione
  3. Protezione
  4. Prevenzione
  5. Intervenzione

## Organizzazione

### Forze e organismi
| Organismi principali | Organismi principali | Organismi principali |
| --- | --- | --- |
| État-major des armées (EMA) | | |
| Direction générale de l'armement (DGA) | | |
| Secrétariat général pour l'administration (SGA) | | |
| Forze | Formazioni | Componenti |
| Armée de terre (forze armate di terra) | État-major de l'armée de terre Inspection de l'armée de terre Direction des ressources humaines de l'armée de terre Forces Zones terre Services Organismes chargés de la formation du personnel et de l'enseignement militaire supérieur | Forces terrestres (FT) Territoire national (TN) Forces spéciales terre (FST) Aviation légère de l'armée de terre (ALAT) Centres de préparation des forces (CPF) Légion étrangère (LE) Direction centrale de la structure intégrée du maintien en condition opérationnelle des matériels terrestres (DC SIMMT) Direction des ressources humaines de l'Armée de terre (DRHAT) |
| Marine nationale (marina militare) | État-major de la marine Forces maritimes Commandements maritimes à compétence territoriale Services Organismes de formation du personnel | Force d'action navale (FAN) Forces sous-marines (FSM) Aéronautique navale (AVIA) Fusiliers marins et commandos (FORFUSCO) |
| Armée de l'air (aeronautica militare) | État-major de l'armée de l'air Forces Bases aériennes Direction des ressources humaines de l'armée de l'air Services | Forces aériennes (FA) Défense aérienne et opérations aériennes (DAOA) Forces aériennes stratégiques (FAS) |
| Gendarmerie nationale (gendarmeria) | Direction générale de la gendarmerie nationale (DGGN) Inspection générale de la gendarmerie nationale (IGGN) Gendarmerie départementale (GD) Gendarmerie mobile (GM) Garde républicaine (GR) Formations spécialisées Formations prévôtales Organismes d'administration et de soutien Organismes de formation du personnel Groupe d'intervention de la Gendarmerie nationale (GIGN) | Équipe Rapide d'Intervention (ERI) Forces aériennes de la Gendarmerie nationale (FAG) Peloton d'intervention (PI) Peloton de surveillance et d'intervention de la Gendarmerie (PSIG) |
| Altri organismi | | |
| Bureau des officiers généraux (BOG) Commissariat des armées (SCA) Commission Armées-Jeunesse (CAJ) Conseil Supérieur de la Fonction Militaire (CSFM) Contrôle général des armées (CGA) Délégation à l'information et à la communication de la défense (DICoD) Direction du Renseignement et de la Sécurité de la Défense (DRSD) Direction générale de la sécurité extérieure (DGSE) Direction générale des relations internationales et de la stratégie (DGRIS) Établissement de Communication et de Production Audiovisuelle de la Défense (ECPAD) Institut de Recherche Stratégique de l'École Militaire (IRSEM) Mission Retour à la vie civile des officiers généraux (MIRVOG) Office national des anciens combattants et victimes de guerre (ONAC-VG) Réserve militaire Service de santé des armées (SSA) Service des essences des armées (SEA) | | |

Organismi interarmi
Un Organismo interarmi (OIA) è una struttura che è posta sotto il comando diretto del Capo di Stato Maggiore delle Forze Armate (CEMA) o di uno dei suoi vice-capi e le cui missioni sono svolte a profitto delle altre componenti delle Forze Armate. Il personale che compone un OIA proviene da almeno due Armi (esercito, marina o aeronautica), da direzioni o servizi di sostegno o dalla gendarmeria.
Un Organismo a vocazione interarmi (OVIA) è una struttura che è posta sotto il comando di una Arma (esercito, marina o aeronautica) e le cui missioni sono svolte a profitto delle altre componenti delle Forze Armate. Il personale che compone un OVIA proviene da una o più Armi (esercito, marina o aeronautica), da direzioni o servizi di sostegno o dalla gendarmeria.
| Comando        | (Alcuni) Organismi interarmi                                                                                               |
| -------------- | --- |
| EMA            | Direction interarmées des réseaux d'infrastructure et des systèmes d'information (DIRISI)                                  |
| EMA            | Direction du Renseignement militaire (DRM)                                                                                 |
| EMA            | Commandement interarmées de l'espace (CIE)                                                                                 |
| EMA            | Commandement des opérations spéciales (COS)                                                                                |
| EMA            | Service interarmées des munitions (SIMu)                                                                                   |
| SGA            | Service d'infrastructure de la Défense (SID)                                                                               |
| Ministère      | Inspection générale des armées (IGA)                                                                                       |
| Comando        | Organismi a vocazione interarmi                                                                                            |
| Armée de terre | Centre interarmées des actions sur l'environnement (CIAE)                                                                  |
| Armée de terre | Groupe interarmées d'hélicoptères (GIH)                                                                                    |
| Armée de terre | Structure intégrée du maintien en condition opérationnelle des matériels terrestres (SIMMIT)                               |
| Armée de l'air | Centre militaire d'observation par satellites (CMOS) 1/92 "Bourgogne"                                                      |
| Armée de l'air | Structure intégrée du maintien en condition opérationnelle des matériels aéronautiques du ministère de la Défense (SIMMAD) |

### Forze preposizionate
Forze di sovranità nella Francia d'oltremare
- Saint-Pierre (Saint-Pierre e Miquelon)[31]
- Forces armées aux Antilles[32] in Martinica e a Guadalupa
- Forces armées en Guyane nella Guyana francese
- Forces armées dans la zone sud de l'océan Indien[33] a la Riunione e a Mayotte
- Forces armées en Nouvelle-Calédonie[34] in Nuova Caledonia
- Forces armées en Polynésie française[35] in Polinesia Francese

Forze di presenza all'estero
- Forces françaises stationnées à Djibouti a Gibuti (Gibuti)
- Éléments français au Sénégal a Dakar (Senegal)
- Éléments français au Gabon a Libreville (Gabon)
- Forces françaises aux Emirati Arabi Uniti ad Abu Dhabi (Emirati Arabi Uniti)
- Forces françaises en Côte d'Ivoire ad Abidjan (Costa d'Avorio)

## Formato delle forze armate

### Formati globali (libro bianco)
Il Libro bianco sulla difesa e la sicurezza nazionale del 2013, sul quale di fonda la legge di programmazione militare 2014-2019, prevede all'orizzonte 2025:
- L'Armée de terre offrirà una capacità operativa dell'ordine di 66.000 uomini proiettabili comprendenti in particolare 7 brigate interarmi, di cui 2 saranno atte ad affrontare per primi e in combattimento forze avversarie pesantemente armate. Queste forze disporranno in particolare di circa 200 carri pesanti (Leclerc), 250 carri medi (AMX-10RC, ERC-90 e EBRC), 2.700 veicoli blindati multiruolo e di combattimento (VAB, VBCI e VBMR), 140 elicotteri di ricognizione e attacco (Gazelle e Tigre), 115 elicotteri di manovra (NH90, Puma, Cougar e Caracal) e una trentina di droni tattici.
- La Marine nationale disporrà di 4 SSBN (Le Triomphant) e 6 SSN (Rubis e Suffren), di 1 portaerei (R91), di 15 fregate di primo rango (Horizon, FREMM e FLF/FTI), di una quindicina di pattugliatori, di 6 fregate di sorveglianza (Floréal), di 3 navi di proiezione e comando (Mistral), di aerei da pattugliamento marittimo (Atlantique 2, Falcon Gardian e Surmar), così come di una capacità di guerra contro le mine atta alla protezione delle forze navali e alla proiezione in operazioni all'estero.
- L'Armée de l'air comprenderà in particolare 225 aerei da combattimento (Mirage 2000 D e Rafale B/C/M, Aéronautique navale compresa), una cinquantina di aerei da trasporto tattico (A400M e CN-235), 7 aerei AEW&C (E-3 e E-2), 12 aerei multiruolo e rifornimento in volo (A330 MRTT Phénix), 12 droni di ricognizione di teatro, degli aerei leggeri di sorveglianza e ricognizione e 8 sistemi terra-aria di media portata.

### Forze proiettabili
Secondo il Libro bianco sulla difesa e la sicurezza nazionale del 2013 le forze armate devono essere in grado di proiettarsi all'estero per intervenire nel quadro di missioni francesi o internazionali o anche all'interno del territorio francese:
- Armée de terre: deve essere in grado di proiettare, a 7 o 8.000 km, 30.000 uomini in 48 ore.
- Marine nationale: deve essere in grado di proiettare un gruppo da battaglia di una portaerei e una forza sottomarina
- Armée de l'air: deve essere in grado di proiettare 70 aerei da caccia col loro equipaggiamento e 2 basi aeree
- Degli stati maggiori interarmi proiettabili

Tutte le forze armate devono essere in grado di proiettare all'interno del territorio 10.000 uomini per le missioni di protezione civile.

### Dispiegamenti recenti
Di seguito i dispiegamenti delle forze armate francesi fuori dalla Francia metropolitana nel 2016
Operazioni esterne (OPEX)
- Sahel – Operazione Barkhane : 4 000 militari
- Siria / Iraq – Operazione Chammal : 4 050 militari
- Libano – Operazione Daman: 900 militari
- Estonia / Lettonia / Lituania – Baltic Air Policing : 100 militari
- Golfo di Guinea – Missione Corymbe : 250 militari
- Golfo di Aden – Operazione Atalante / EU NAVFOR Somalia : 100 militari
- Mar Mediterraneo – Operazione Sophia / EU NAVFOR Med : 100 militari

Forze su mandato internazionale (NATO/ONU/EU)
- RD del Congo – MONUSCO + EUSEC : da 5 a 15 militari
- Liberia – MINUL : da 5 a 10 militari
- Sinai – FMO : da 5 a 10 militari
- Rep. Centrafricana – MINUSCA + EUTM + ESN : 450 militari
- Mali – EUTM + MINUSMA : da 30 a 50 militari
- Sahara – MINURSO : da 5 a 15 militari
- Costa d'Avorio – ONUCI : da 10 a 50 militari

Forze di presenza
- Costa d'Avorio – FFCI : 950 militari
- Emirati Arabi Uniti – FFEAU : 650 militari
- Gabon – EFG : 350 militari
- Gibuti – FFDJ : 1 450 militari
- Senegal – EFS : 350 militari

Forze di sovranità
- FAA Antille francesi: 1 000 militari
- FAG Guyana francese: 2 100 militari
- FAZOI Réunion e Mayotte: 1 600 militari
- FANC Nuova Caledonia: 1 450 militari
- FAPF Polinesia francese: 900 militari

## Galleria d'immagini

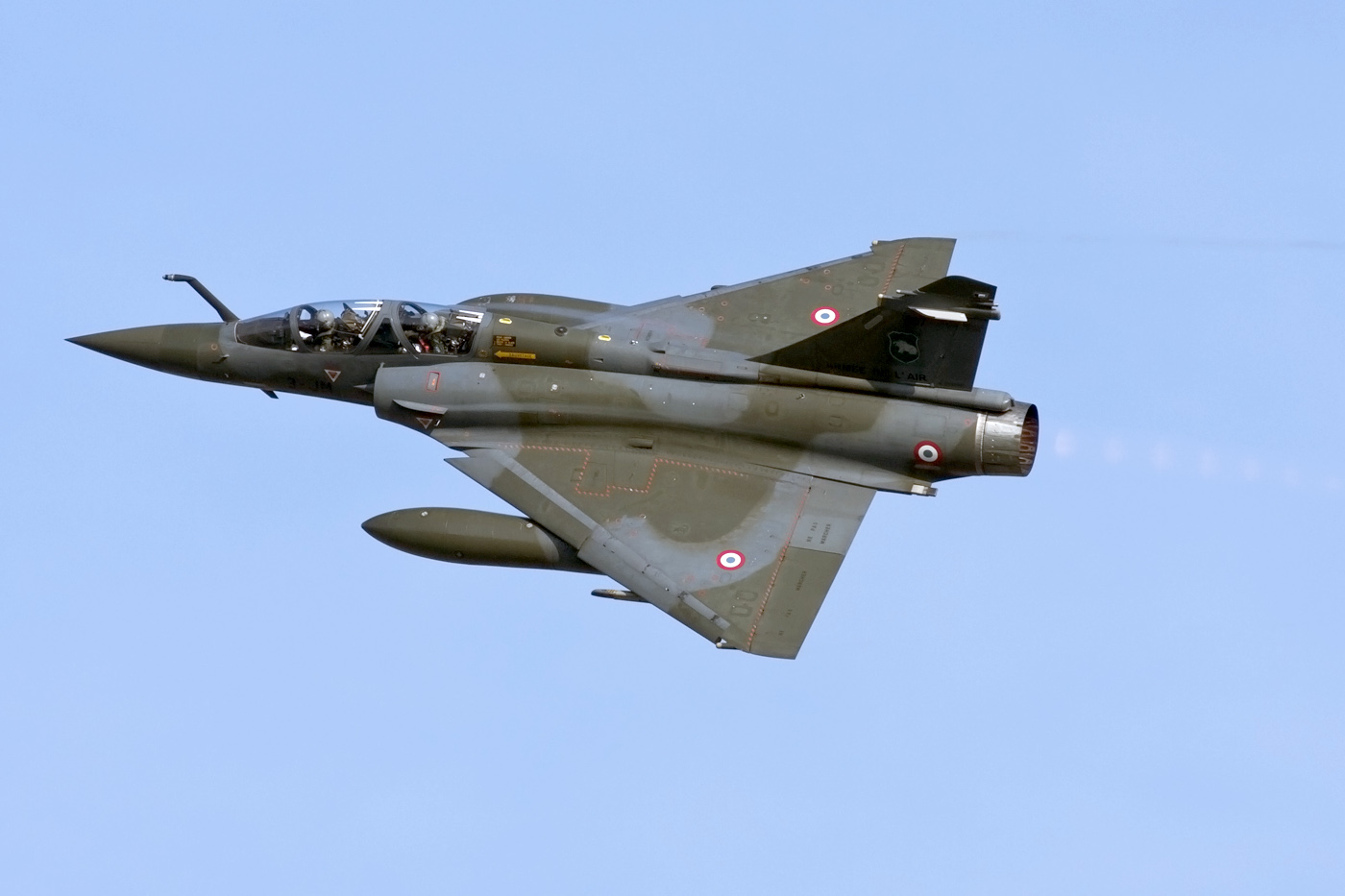
Mirage 2000D
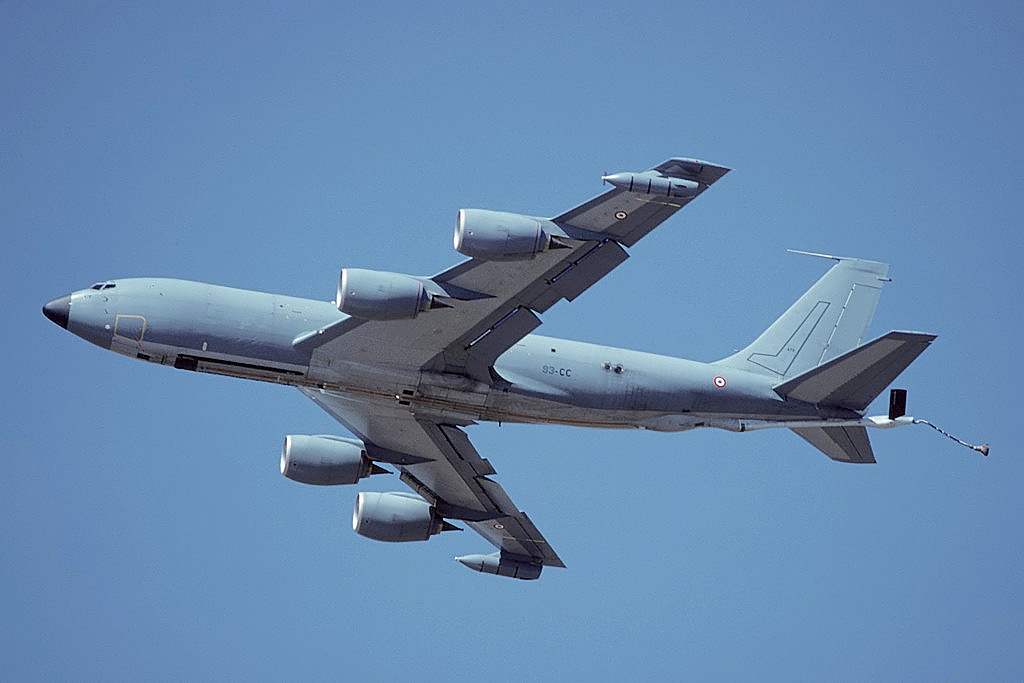
C-135FR
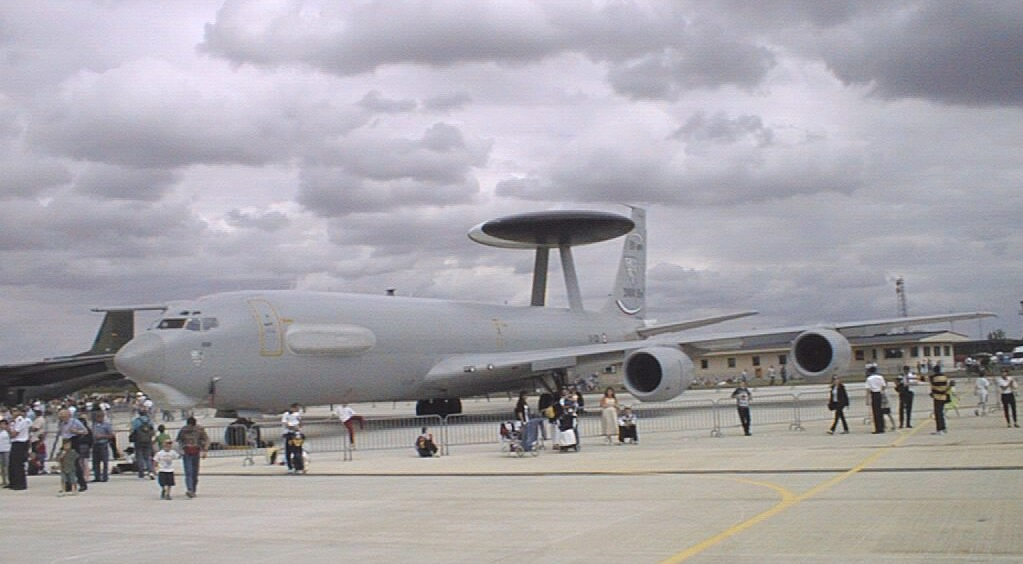
E-3F
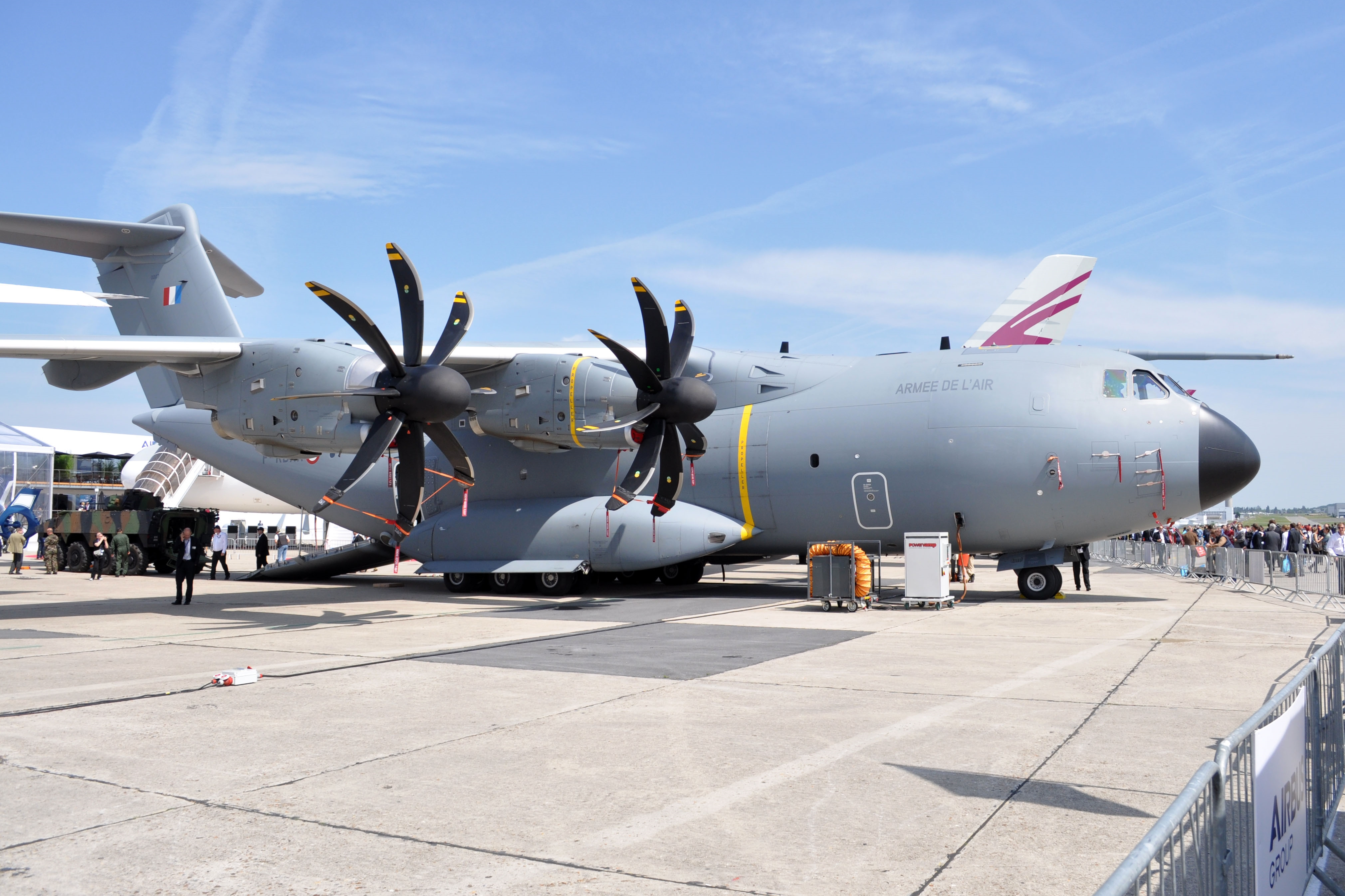
A400M
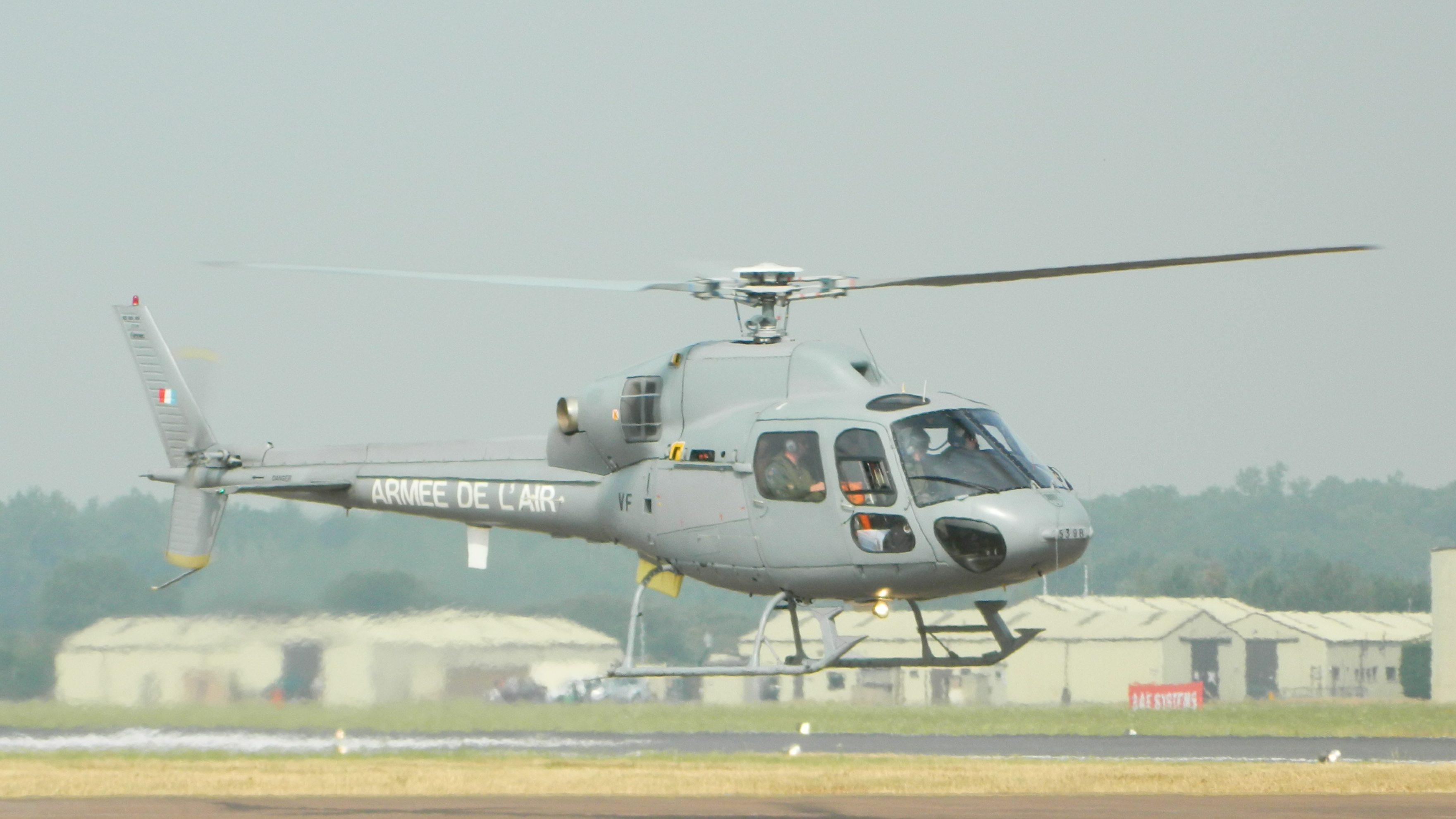
AS555 AN

Armée de terre

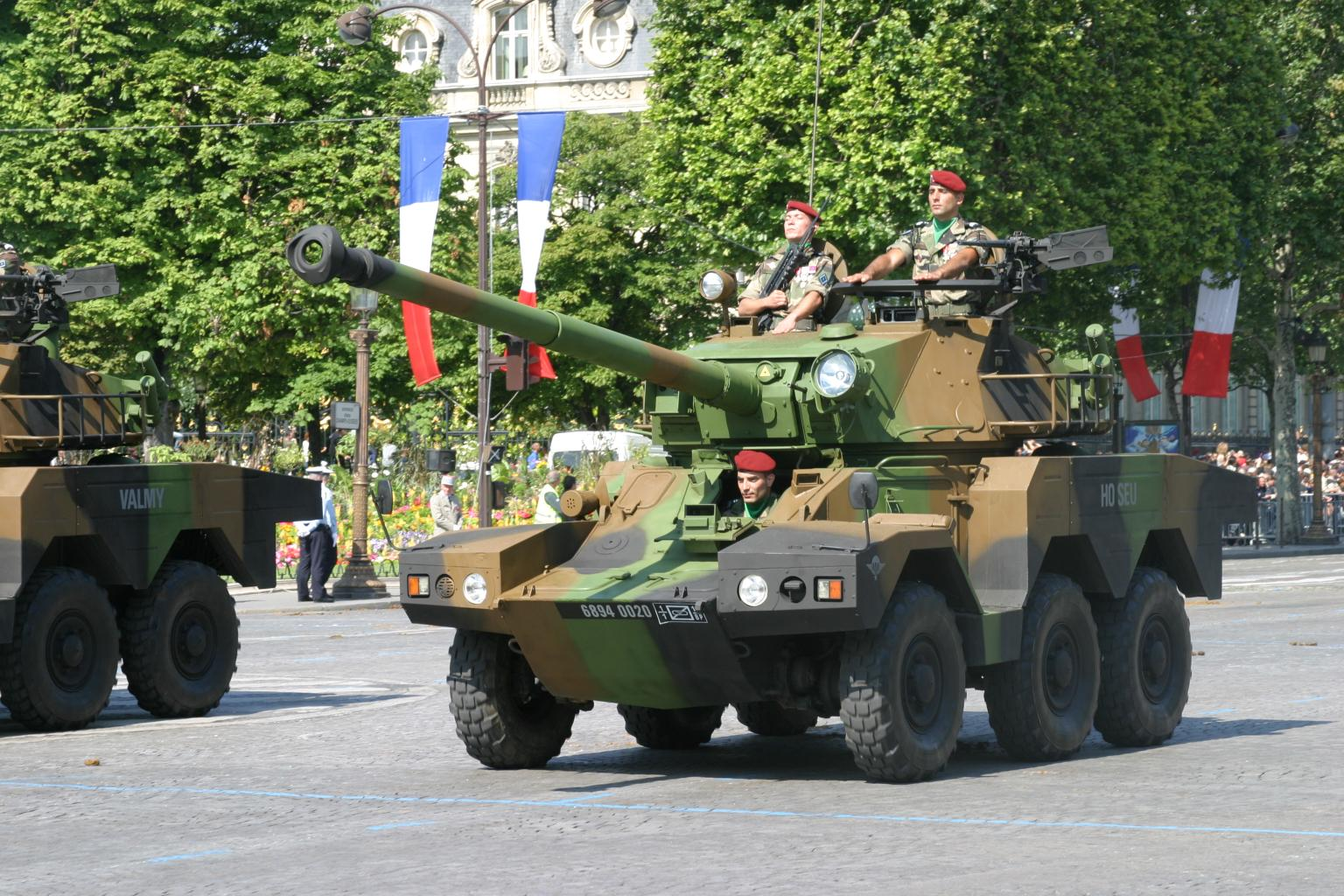
HACV ERC-90 Sagaie
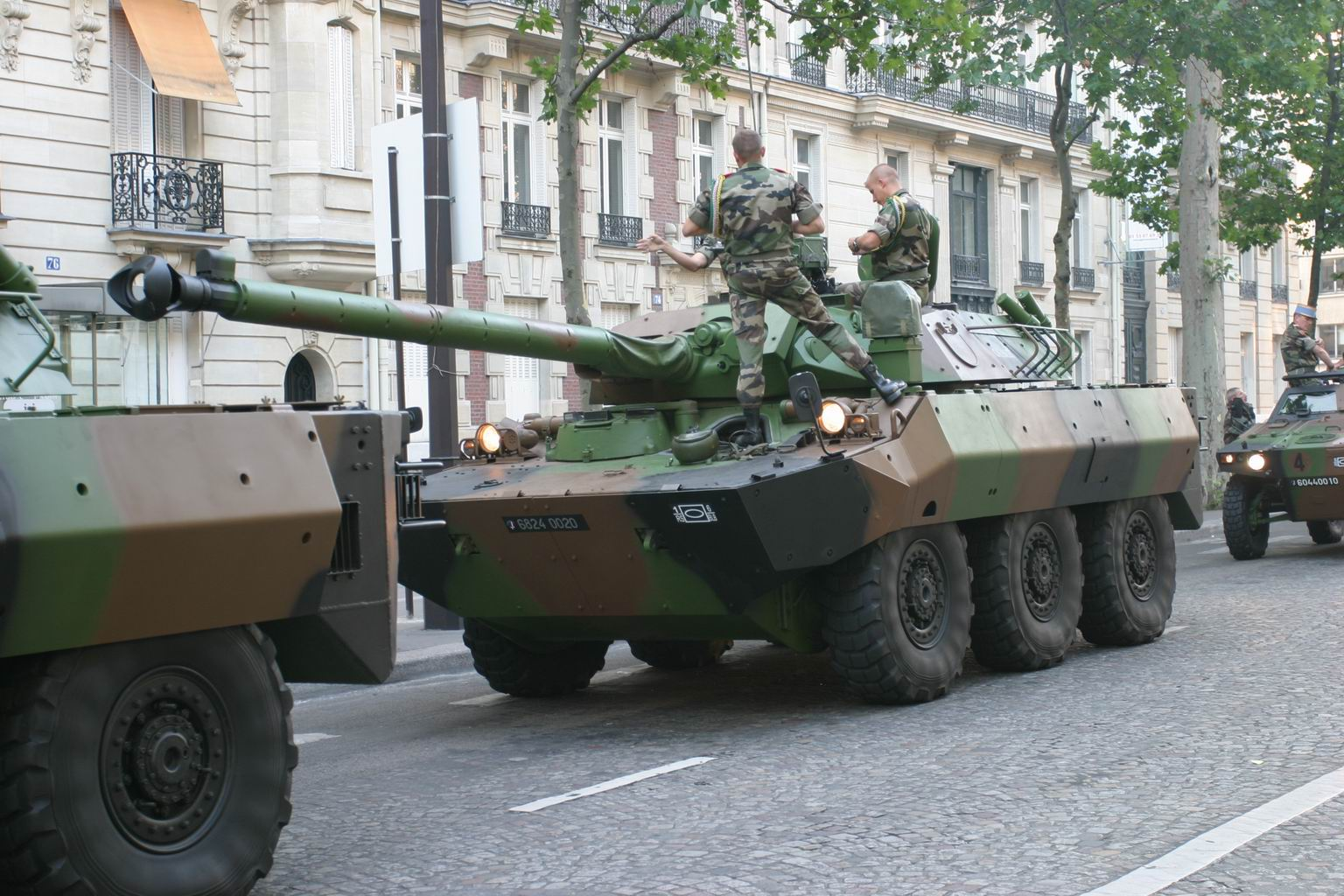
HACV AMX-10RC
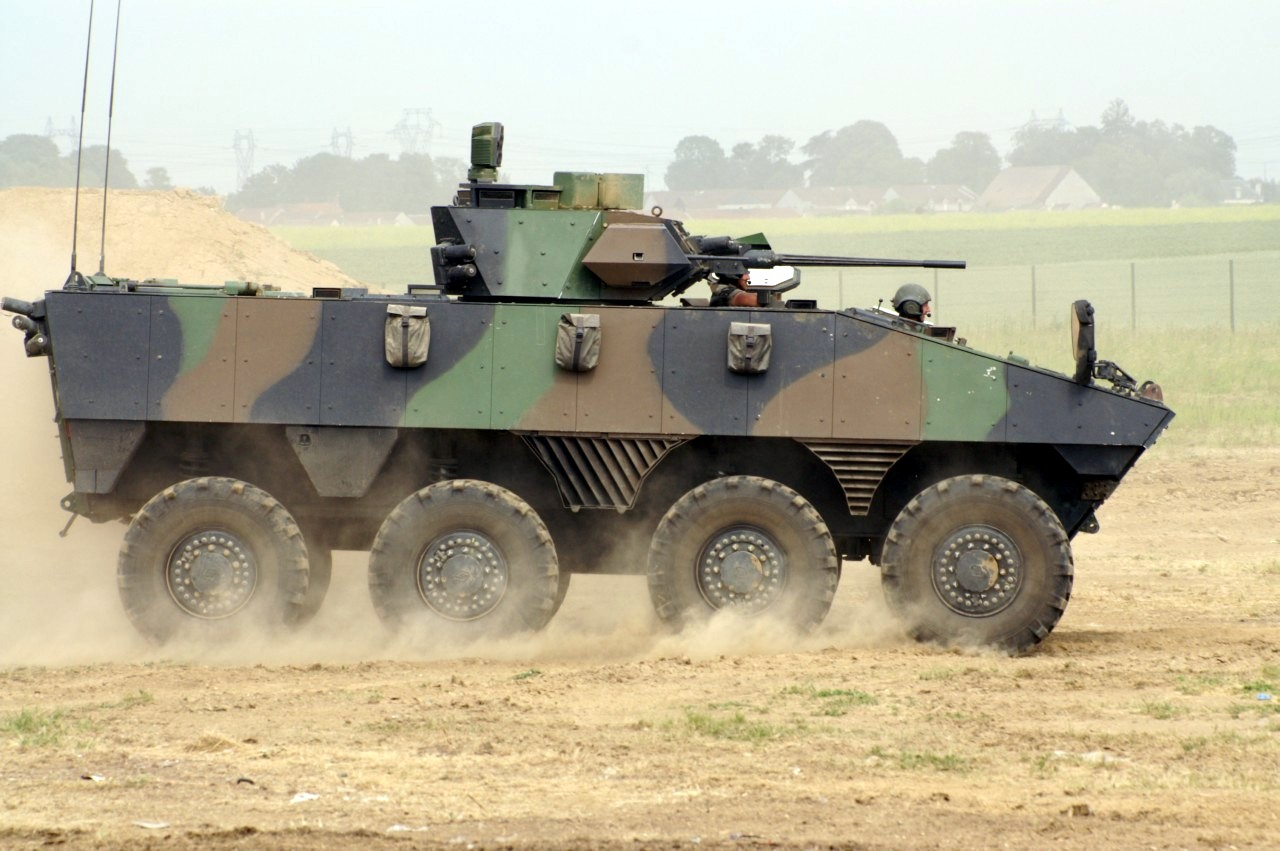
AIFV VBCI
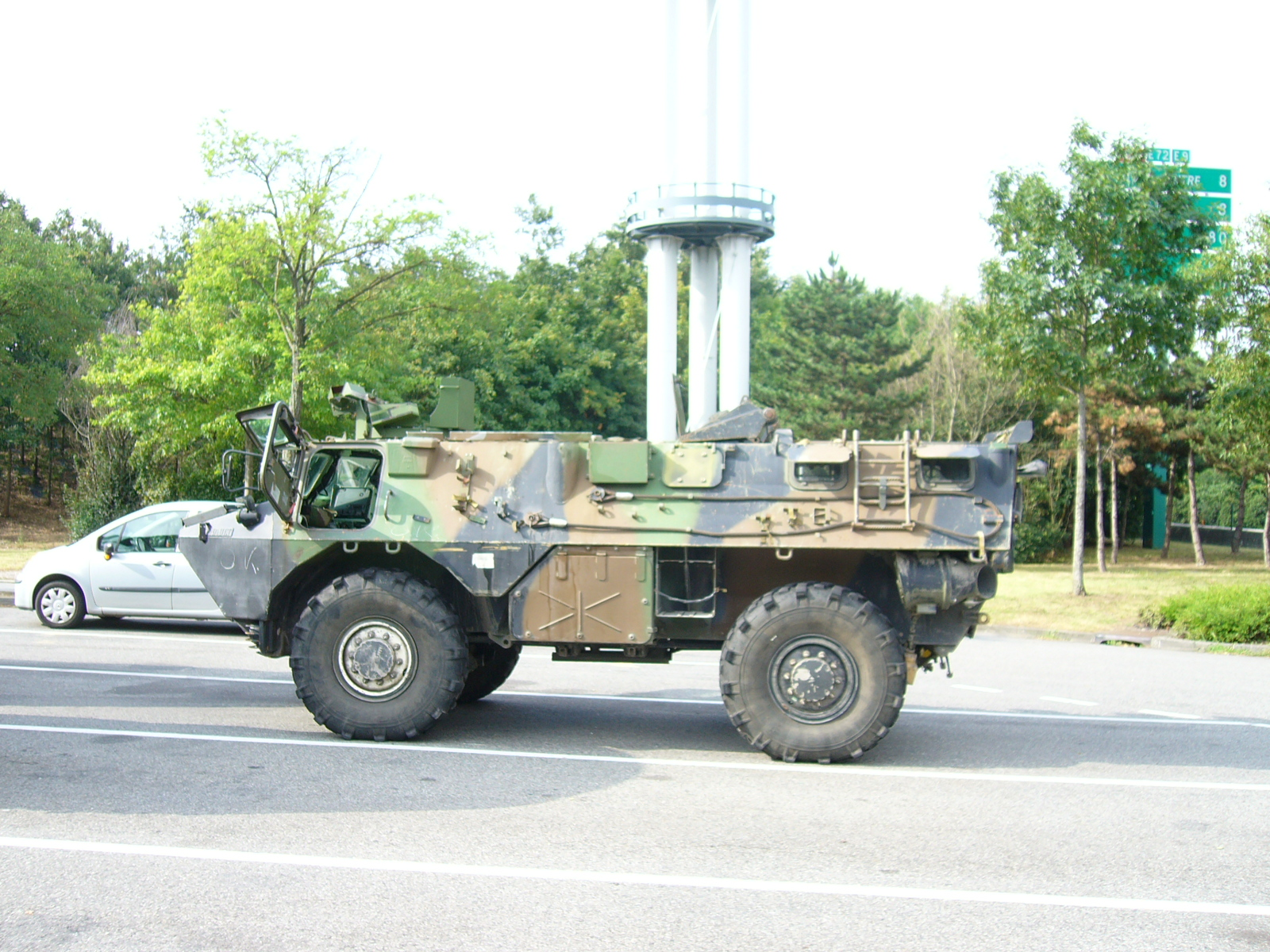
APC VAB
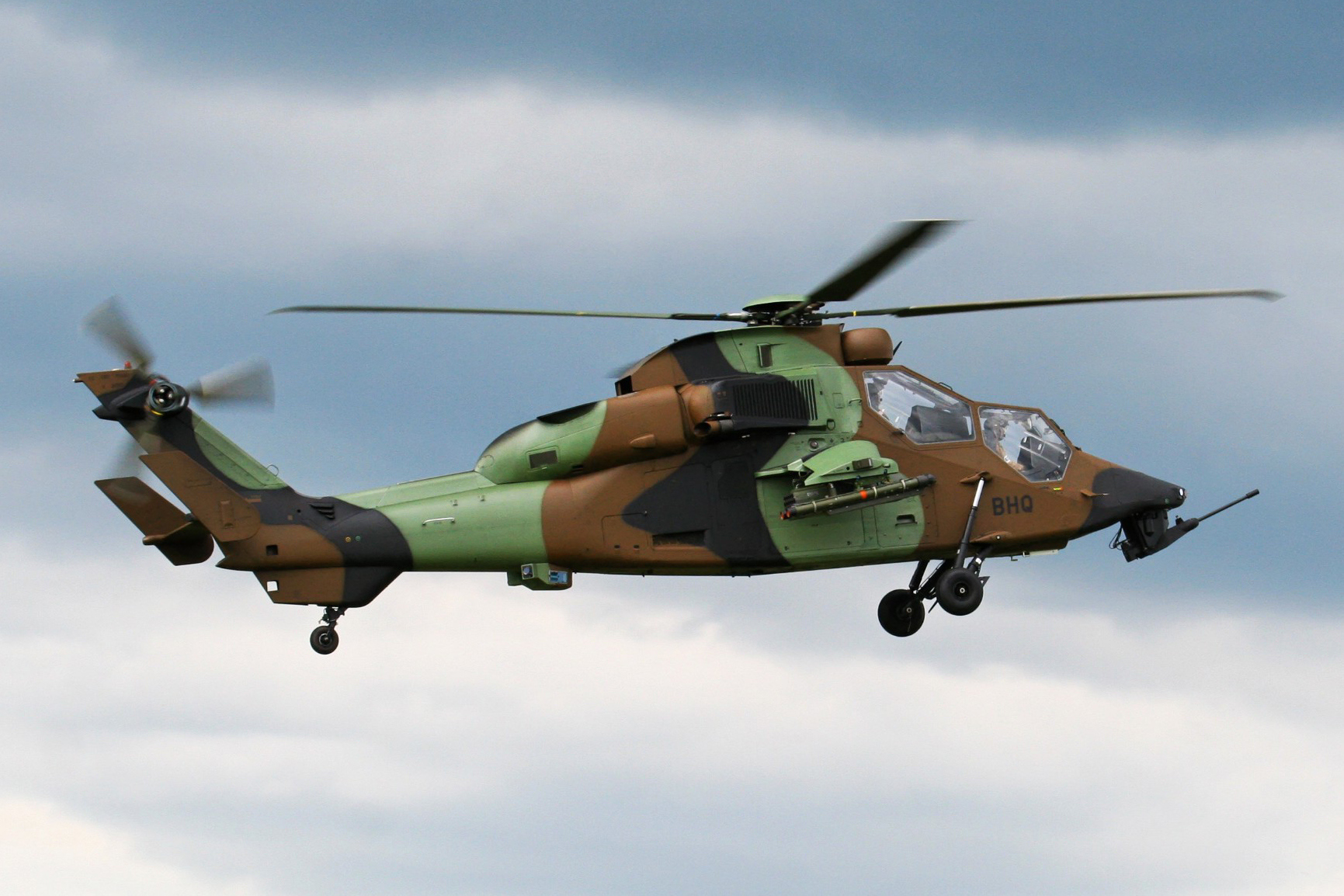
HAD Tigre

Marine nationale

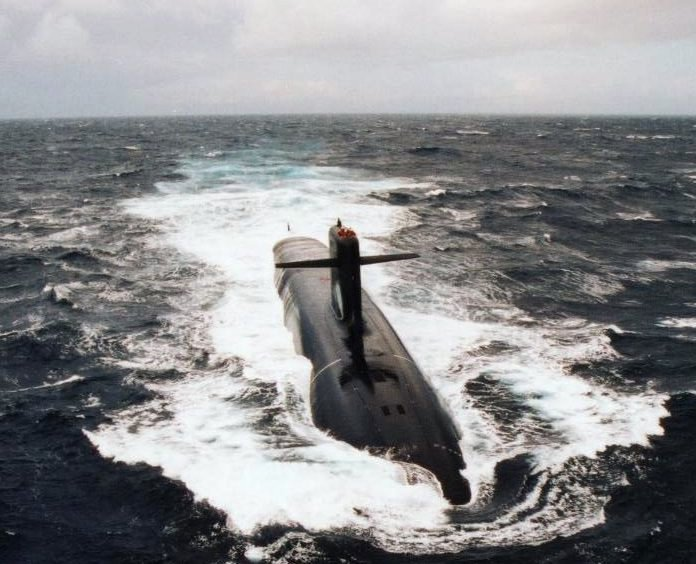
SNLE Le Triomphant
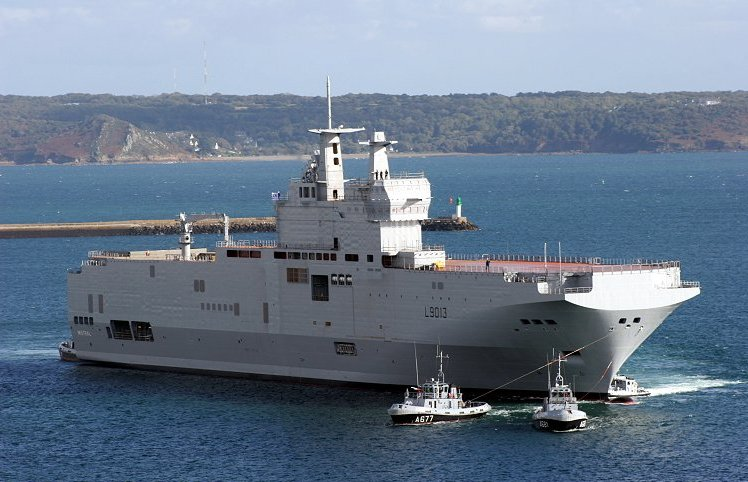
BPC Mistral
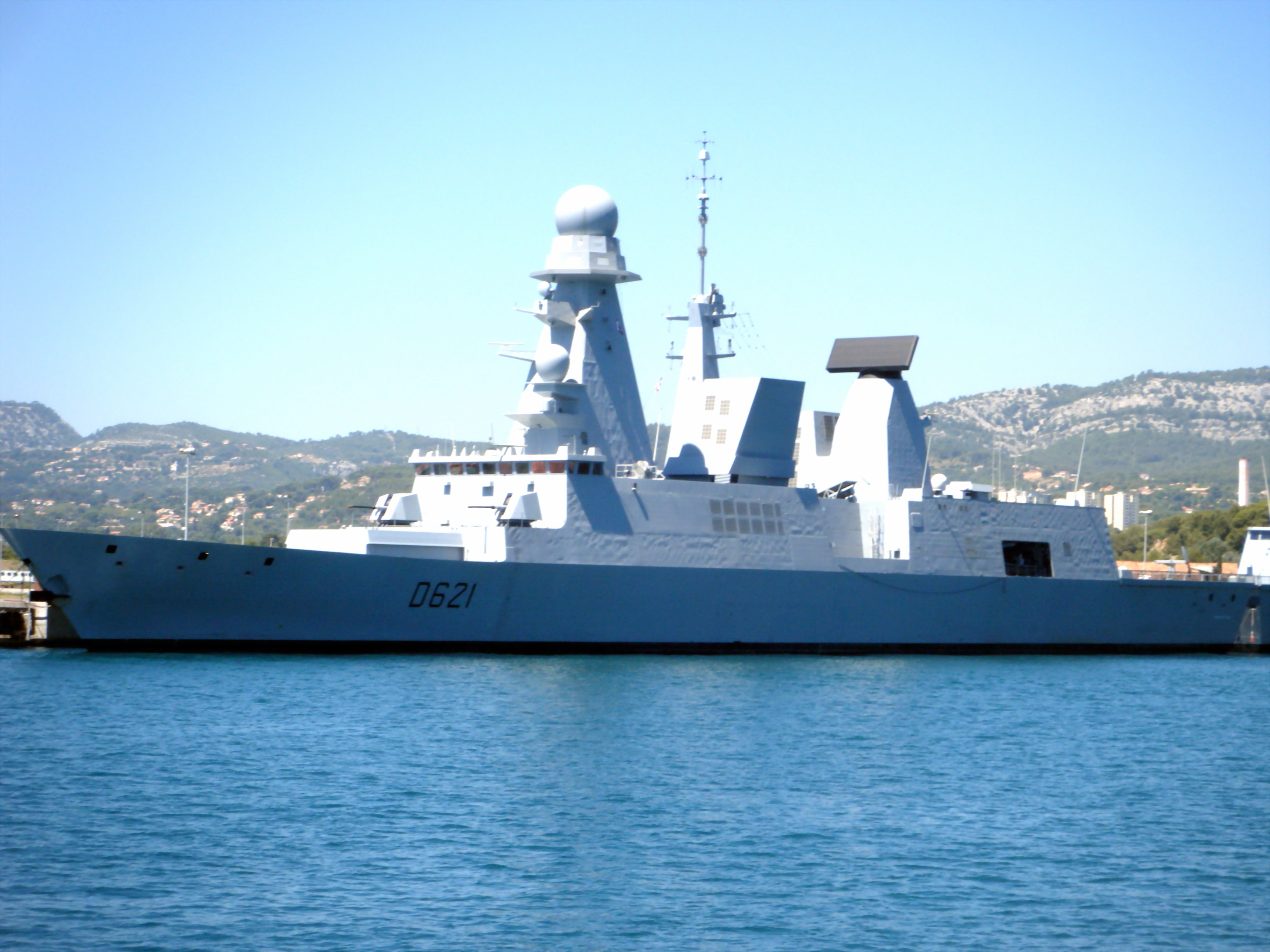
FDA Horizon
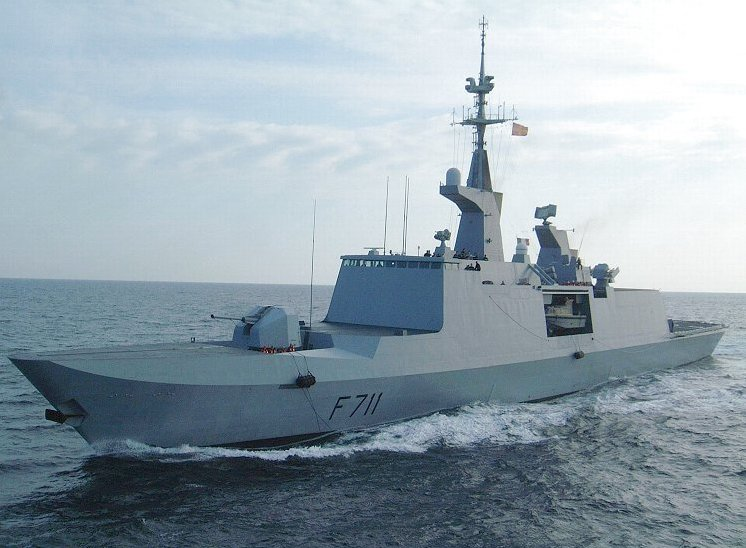
FLF La Fayette
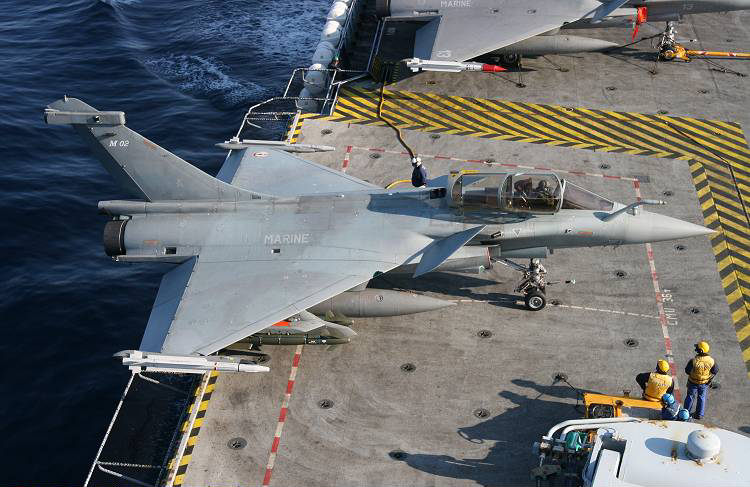
ACO Rafale M

Armée de l'air
- Mirage 2000D
- C-135FR
- E-3F
- A400M
- AS555 AN

Gendarmerie nationale

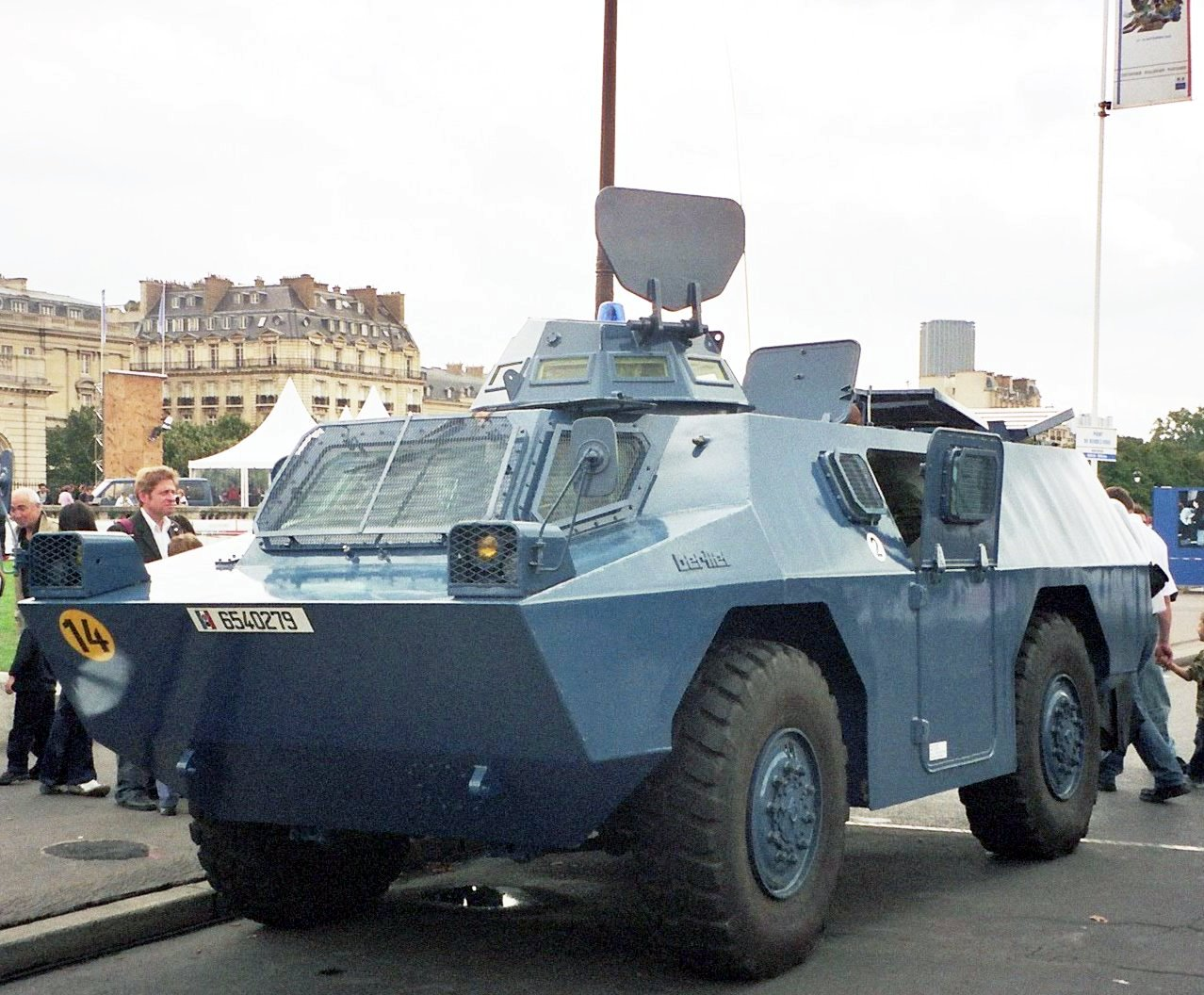
VBRG
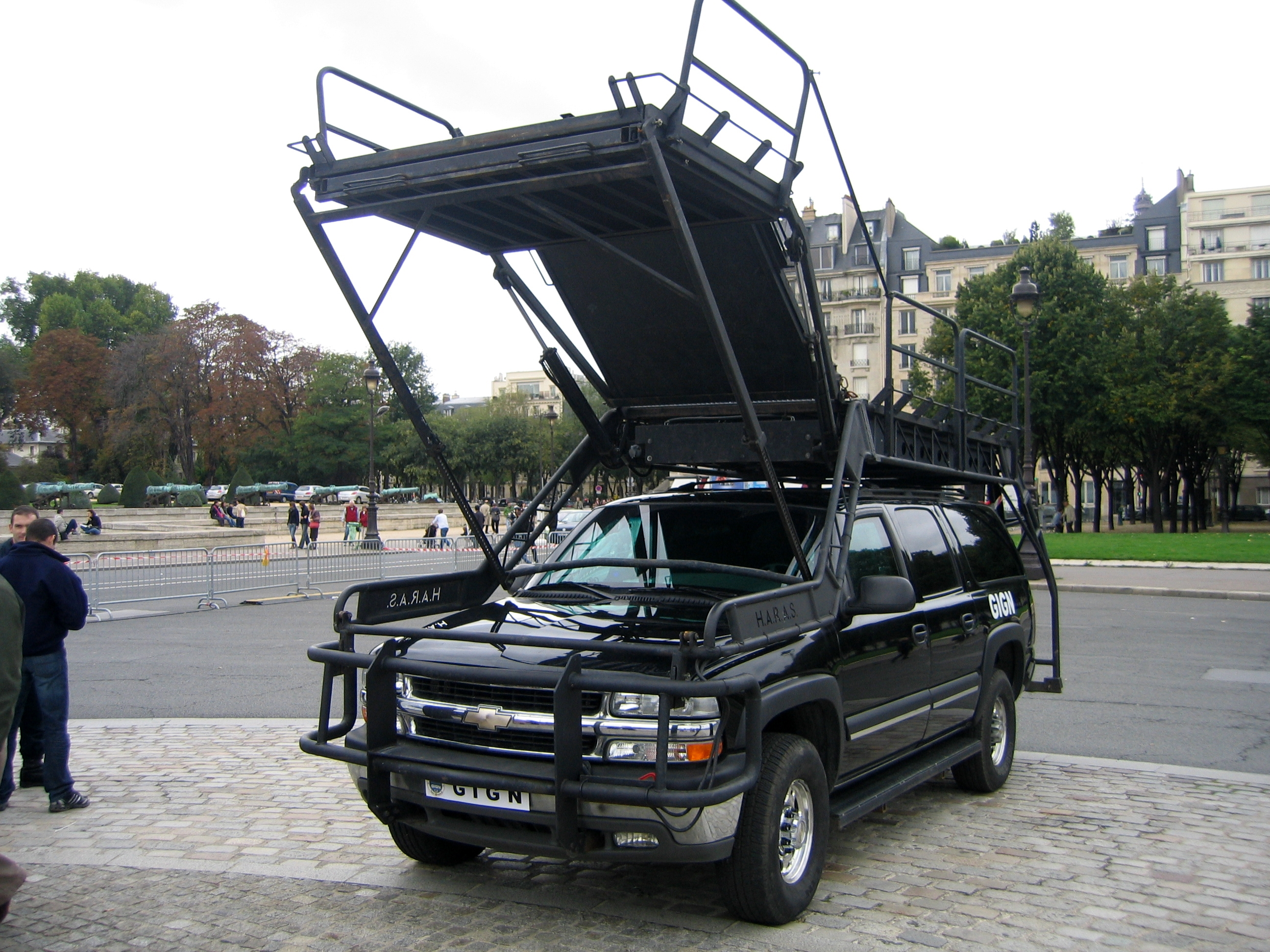
Chevrolet Suburban
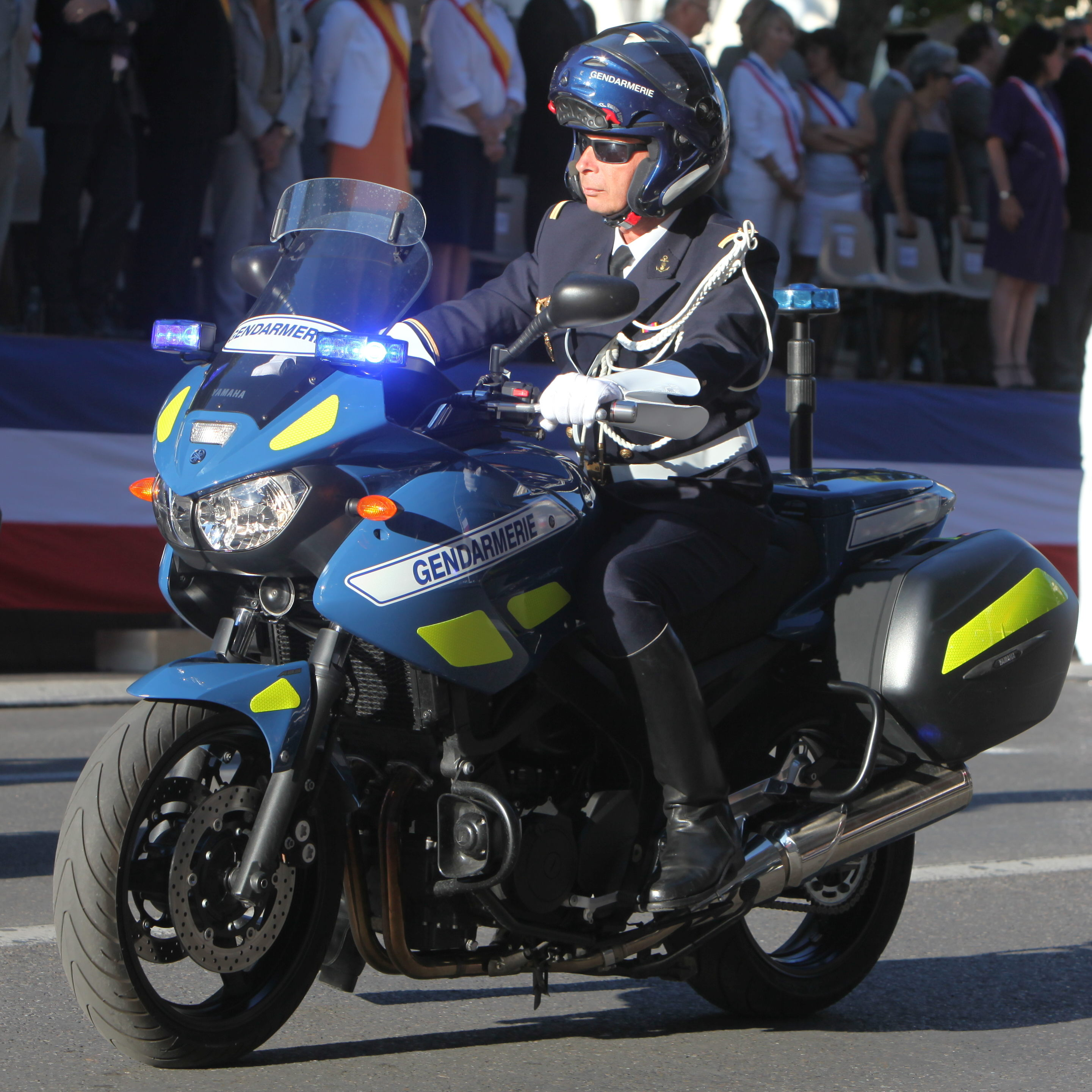
TDM 900
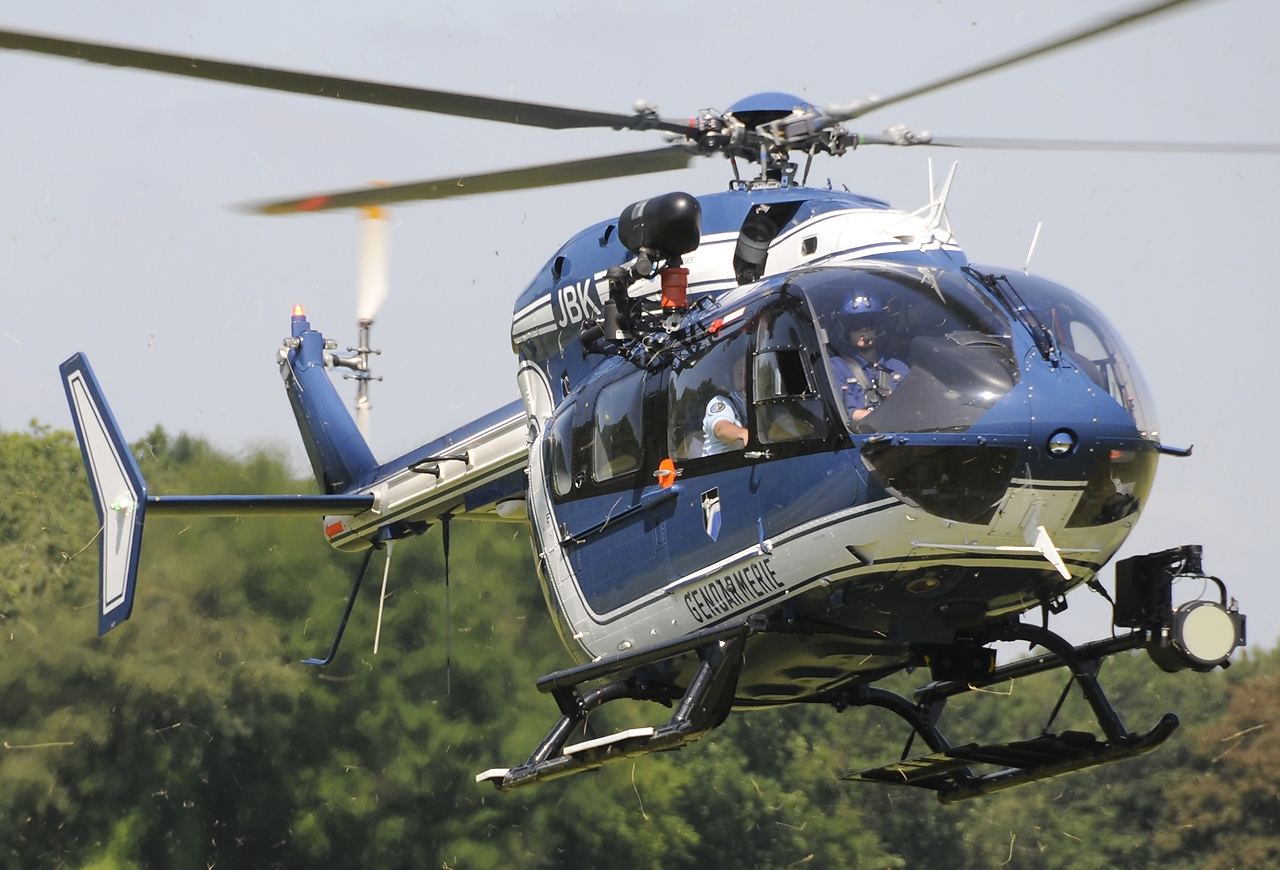
EC-145
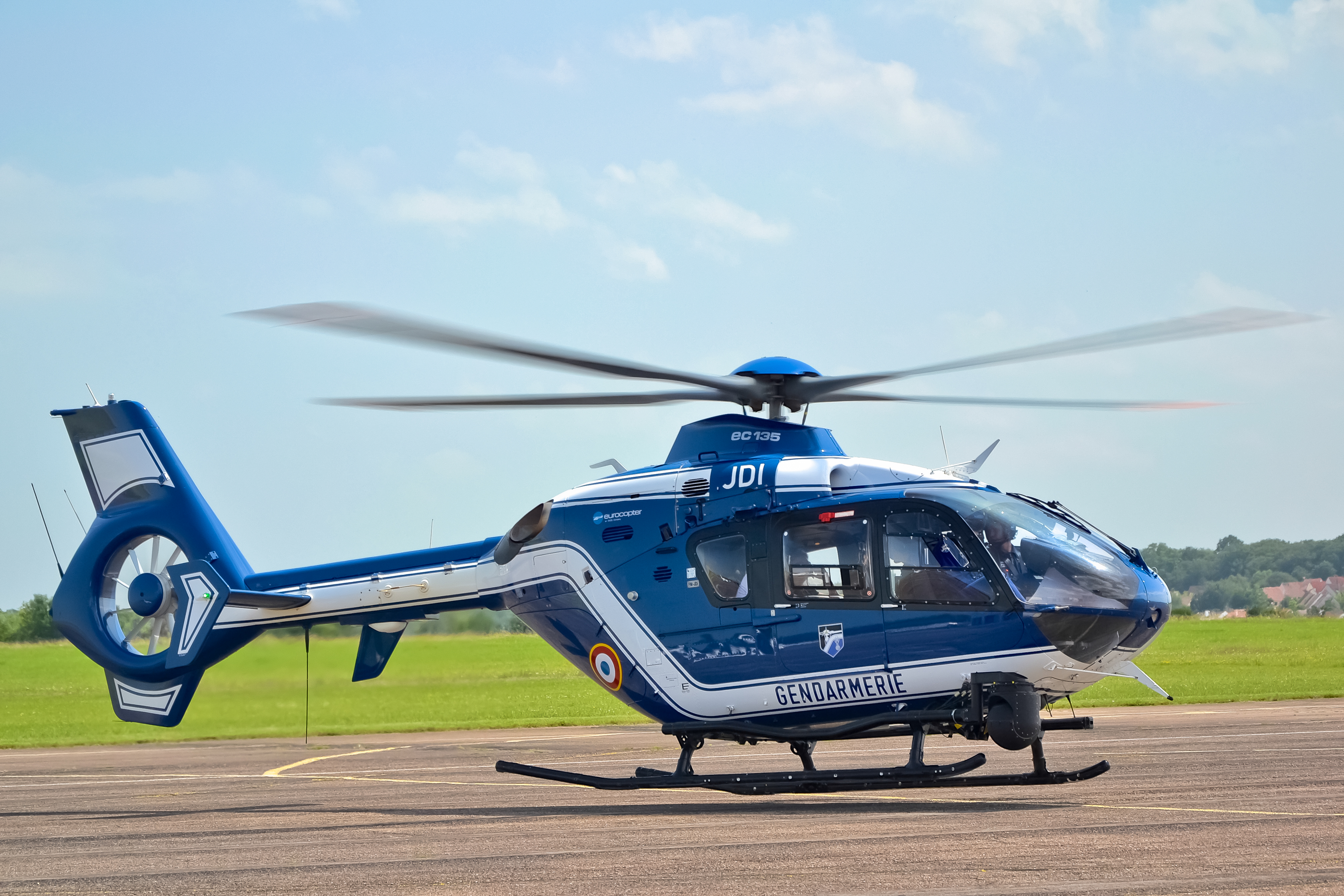
EC-135 T2+

### Esplicative
1. ↑  Guerre della Terza e Quarta Repubblica francese, fino alla Guerra d'Algeria; per il periodo successivo vedi: #Operazioni militari; per un elenco più completo vedere le voci nella Wikipedia in francese "Liste des guerres de la France" e "Liste des batailles de l'histoire de France" o la Categoria:Guerre che coinvolgono la Francia.
2. 1 2  Ex "Délégation ministérielle pour l'armement" (1961-1977), ex "Délégation générale pour l'armement" (1977-2009).
3. 1 2 3 4  La Legge n.971-2009 del 3 agosto 2009, relativa alla Gendarmerie nationale organizza l'incorporazione della Gendarmerie nationale dal Ministero della difesa al Ministero dell'Interno, confermandone allo stesso tempo lo statuto di «forza armata». Infatti se per le missioni civili essa è posta sotto l'autorità del Ministero dell'Interno, per le missioni militari essa è posta sotto l'autorità del Ministero della difesa, inoltre le Gendarmeries spécialisées sono poste sotto l'autorità del CEMA. Vedi : (FR) LOI n° 2009-971 du 3 août 2009 relative à la gendarmerie nationale, su legifrance.gouv.fr. URL consultato il 23 gennaio 2017. e (FR) Code de la Défense - Chapitre V : Organisation de la gendarmerie nationale, su legifrance.gouv.fr. URL consultato il 23 gennaio 2017..
4. ↑  Questa frase è estratta da un documentario della BBC. Lo storico Niall Ferguson sostiene che nelle 125 maggiori guerre combattute in Europa dal 1495, la Francia ha preso parte a 50 di esse (l'Austria a 47 e l'Inghilterra a 43) e su 168 battaglie combattute dal 387BC, la Francia ne ha vinte 109, perse 49 e 10 hanno avuto un esito incerto, vedi: (EN) Quite Interesting: the QI cabinet of curiosity, su telegraph.co.uk, 22 ottobre 2010.
5. ↑  Il 26 maggio 1445 è considerato come la data di nascita dell'Armée de terre, la componente terrestre delle forze armate francesi.
6. ↑  Il 1624 è considerato come la data di nascita della Marine royale, la componente marittima delle forze armate francesi.
7. 1 2  Nel 1995 ci fu un tentativo da parte del presidente francese Chirac; ma già sotto il socialista Mitterrand nel 1990/'91 – con la guerra del Golfo – e soprattutto nel 1993/'94 – con le guerre jugoslave – la Francia interviene militarmente a fianco degli USA e nella NATO. Vedi: (FR) Isabelle Lasserre, Quand Mitterrand, déjà, négociait le retour dans l'Otan, in Le Figaro, 11 marzo 2009. URL consultato il 2 marzo 2017 (archiviato il 2 marzo 2017).
8. 1 2  Personnel militaire: Gendarmerie sous PMEA défense, SCA, SSA, DGA, SEA, SID, OIA, APM, CGA. 
 Personnel civil: SCA, SSA, DGA, SGA, DIRISI, SEA, SIMu, DICoD, OIAS, DRM, DPSD, DGSE, EMA.
9. 1 2  Riserva operativa (RO1 e RO2) e cittadina (RCIT) delle forces armées e della gendarmerie, esclusa la police.
10. ↑  Escluse la Russia e la Turchia.
11. ↑  Le Forces Aériennes Stratégiques, dell'Armée de l'air, con missili lanciabili da bombardieri strategici e da silos terrestri; e la Force océanique stratégique, della Marine nationale, con missili lanciabili da sottomarini nucleari.
12. ↑  Le Forces Aériennes Tactiques, dell'Armée de l'air, con missili lanciabili da cacciabombardieri; la Force Hadès, dell'Armée de terre, con missili lanciabili da piattaforme mobili; e la Force Aéronavale Nucléaire, della Marine nationale, con missili lanciabili da cacciabombardieri imbarcati sulle portaerei.
13. ↑  Le Forces Aériennes Stratégiques, la Force océanique stratégique e la Force Aéronavale Nucléaire
14. ↑  Da notare che: il 19 aprile 1966 la sinistra francese non comunista (FGDS) propone (senza successo) una mozione di censura contro il governo Pompidou e contro la decisione di de Gaulle (di uscire dalla NATO); il 19 aprile 1991 François Mitterrand pubblica un editoriale su Le Monde nel quale propone la reintegrazione della Francia nel comando integrato della NATO; l'8 aprile 2008 il Partito Socialista francese propone (senza successo) una mozione di censura contro il governo Fillon e contro la decisione di Sarkozy di reintegrare la Francia nella NATO.
15. ↑  Il CIE ha, al 2016, la responsabilità dell'utilizzazione di 12 satelliti: d'osservazione – 2 Helios 2 e 2 Pléiades 1 con il CNES –, di ascolto – 4 ELISA – e di telecomunicazioni – 2 Syracuse III, 1 ATHENA-FIDUS e 1 SICRAL 2 con l'Italia.
16. ↑  Nel settembre 1996, grazie alle immagini di Helios 1 la Francia contestò le affermazioni statunitensi circa un grande movimento di truppe irachene contro i curdi, che erano volte a giustificare un bombardamento aereo; o ancora nel 2002/2003 quando la Francia si oppose alla guerra in Iraq perché le proprie informazioni e immagini satellitari divergevano dalle affermazioni statunitensi circa le armi di distruzione di massa, che infatti poi si rivelarono false.
17. ↑  Dal 1909, col nome di Aéronautique Militaire, come parte dell'Armée de terre; dal 2 luglio 1934 come forza autonoma.
18. ↑  Essa è l'ereditiera della « Maréchaussée de France », creata nel 1373; nel 1791 la Maréchaussée prende il nome di Gendarmerie nationale.
19. ↑  La Garde nationale era esistita tra il 1789 e il 1872; è stata ricreata il 13 ottobre 2016 per riunire sotto un unico comando le riserve operative dell'armée, della gendarmerie e della police: (FR) Garde nationale, su gouvernement.fr.
20. ↑  La data di fine o in corso sono da intendersi alla data di redazione del rapporto.
21. ↑  Dal 22 novembre 1952 come parte dell'artiglieria (aviation légère d'observation d'artillerie); dal 2003 come arma distinta.
22. ↑  La Légion étrangère fu creata con un'ordinanza reale il 9 marzo 1831 dal Re dei Francesi Luigi Filippo di Francia.
23. ↑  L'Aéronautique navale fu creata con un decreto il 20 marzo 1912.
24. ↑  polizia militare e polizia giudiziaria.
25. ↑  1° La gendarmerie maritime (GM); 
 2° La gendarmerie de l'air (GA); 
 3° La gendarmerie des transports aériens (GTA); 
 4° La gendarmerie de l'armement (GA); 
 5° La gendarmerie de la sécurité des armements nucléaires (GSAN).
26. ↑  Ex Brigade rapide d'intervention (BRI) dal 1967 al 2015.

### Bibliografiche
1. ↑  https://www.globalfirepower.com/country-military-strength-detail.php?country_id=france
2. ↑  (FR) Que dit le Livre blanc (2008) sur les accords de défense ?, su defense.gouv.fr. URL consultato il 9 maggio 2009 (archiviato dall'url originale il 3 maggio 2009).
3. ↑  (FR) Code de la défense - Article L3211-1, su legifrance.gouv.fr. URL consultato il 23 gennaio 2017.
4. 1 2  (FR) La France à l'OTAN – Représentation Permanente de la France auprès de l'OTAN, su rpfrance-otan.org. URL consultato il 2 marzo 2017.
5. 1 2 3  (FR) Ordre de bataille, su armee-francaise-1989.wifeo.com, 8 gennaio 2017. URL consultato il 2 febbraio 2017 (archiviato il 2 febbraio 2017).
6. 1 2  (EN) France - Military Personnel, su globalsecurity.org. URL consultato il 28 gennaio 2017.
7. 1 2  (FR) Bilan de 15 ans de réduction des effectifs au sein de la Défense _ Fondation IFRAP, su ifrap.org, 21 gennaio 2015. URL consultato il 28 gennaio 2017 (archiviato il 28 gennaio 2017).
8. 1 2 3 4 5  (FR) Chiffres clés de la Défense - 2016, su defense.gouv.fr, 1º settembre 2016. URL consultato il 23 gennaio 2017.
9. ↑  (FR) Loi n° 97-1019 du 28 octobre 1997 portant réforme du service national, su legifrance.gouv.fr. URL consultato il 23 gennaio 2017.
10. ↑  (FR) VERS L'ARMÉE DE MÉTIER, su charles-de-gaulle.org (archiviato dall'url originale il 29 maggio 2017).
11. ↑  (FR) Jean-Dominique Merchet, Les transformations de l'armée française, in Hérodote, vol. 1, n. 116, 2005,  pp. 63-81, DOI:10.3917/her.116.0063. URL consultato il 2 marzo 2017 (archiviato il 2 marzo 2017).
12. ↑  (EN) International Institute for Strategic Studies, The Military Balance 2014, London, Routledge, 3 febbraio 2014, ISBN 9781857437225.
13. ↑  (EN) International Institute for Strategic Studies, The Military Balance 2015, London, Routledge, 11 febbraio 2015, ISBN 9781857437669.
14. ↑  (EN) Stockholm International Peace Research Institute, TRENDS IN WORLD MILITARY EXPENDITURE, 2015 (PDF), 4/2016 (archiviato dall'url originale il 20 aprile 2016).
15. ↑  (EN) Bonn International Center for Conversion, Global Militarization Index 2015, su gmi.bicc.de, 2015. URL consultato il 23 gennaio 2017 (archiviato dall'url originale il 7 gennaio 2017).
16. ↑  (EN) Institute for Economics and Peace, Global Peace Index 2016, 2016. URL consultato il 26 ottobre 2017 (archiviato dall'url originale il 22 settembre 2017).
17. ↑  (FR) Principaux indicateurs économiques, su insee.fr, 2 marzo 2017. URL consultato il 2 marzo 2017.
18. ↑  (FR) MémoGEND 2016 - 2016, su gendarmerie.interieur.gouv.fr, 1º luglio 2016. URL consultato il 23 gennaio 2017.
19. ↑  (FR) La réserve des armées, su defense.gouv.fr.
20. ↑  (FR) « Garde nationale » : une réserve militaire forte et territorialisée pour faire face aux crises, su senat.fr, 13 luglio 2016.
21. 1 2  (FR) Décret n° 2016-1364 du 13 octobre 2016 relatif à la garde nationale, su legifrance.gouv.fr, 14 ottobre 2016.
22. 1 2  Riserva operativa (RO1) delle forces armées e della gendarmerie e riserva civile della police: (FR) Plaquette numerique Garde nationale (PDF), su gouvernement.fr. URL consultato il 26 ottobre 2017 (archiviato dall'url originale il 22 aprile 2017).
23. ↑  (EN) Status of World Nuclear Forces, su fas.org. URL consultato il 23 gennaio 2017.
24. ↑  (EN) TOP LIST TIV TABLES, su SIPRI. URL consultato il 2 febbraio 2017 (archiviato dall'url originale il 14 febbraio 2013).
25. ↑  (FR) Bernard Thorette, Rapport du groupe de travail "Monument aux morts en opérations extérieures", settembre 2011. URL consultato il 29 gennaio 2017 (archiviato il 29 gennaio 2017).
26. 1 2  (FR) Guy-Michel Chauveau e Hervé Gaymard, Rapport d'information de la commission des affaires étrangères déposé en application de l'article 145 du règlement, par la commission des affaires étrangères, en conclusion des travaux d'une mission d'information constituée le 11 décembre 2013 sur la mission "Engagement et diplomatie"., 20 maggio 2015. URL consultato il 3 marzo 2017 (archiviato il 3 marzo 2017).
27. ↑  (FR) EMA - Opérations, su defense.gouv.fr. URL consultato il 30 gennaio 2017.
28. 1 2 3  LivreBlanc2013, Livre blanc sur la défense et la sécurité nationale (2013).
29. ↑  (FR) TITRE II : LES ARMEES ET LA GENDARMERIE NATIONALE, su legifrance.gouv.fr. URL consultato il 23 gennaio 2017.
30. 1 2  (FR) État-major des armées - Forces prépositionnées, su defense.gouv.fr. URL consultato il 15 gennaio 2017.
31. ↑  (FR) Les services de l'Etat _ Services de l'Etat _ Accueil - Portail de l'Etat à Saint-Pierre et Miquelon, su saint-pierre-et-miquelon.pref.gouv.fr. URL consultato il 15 gennaio 2017.
32. ↑  (FR) FAN - Forces Armées aux Antilles, su forcesarmeesauxantilles.fr. URL consultato il 15 gennaio 2017 (archiviato dall'url originale il 9 ottobre 2016).
33. ↑  (FR) FAZSOI - Forces Armées de la Zone Sud de l'Océan Indien, su fazsoi.defense.gouv.fr. URL consultato il 15 gennaio 2017.
34. ↑  (FR) FANC - Forces Armées de la Nouvelle-Calédonie, su forcesarmees.nc. URL consultato il 15 gennaio 2017 (archiviato dall'url originale il 18 novembre 2016).
35. ↑  (FR) FAPF - Forces Armées en Polynésie Française, su armees-polynesie.pf. URL consultato il 15 gennaio 2017 (archiviato dall'url originale il 12 luglio 2013).
36. ↑  (FR) Politique de Défense, su defense.gouv.fr, 3/102014,  pp. 94-96. URL consultato il 21 dicembre 2014.
37. ↑  (FR) Carte des opérations et missions militaires, su defense.gouv.fr, 28 giugno 2016. URL consultato il 24 gennaio 2017 (archiviato il 24 gennaio 2017).

### Video
- (FR) Gabriel Le Bomin e Brigitte Martinez, HISTOIRE DE L'ARMEE FRANCAISE, JEM productions, 2006.
  -  (FR) Episode 1 : 1789-1870 De la révolution française à la Commune de Paris, su Dailymotion, 2006.
  -  (FR) Episode 2 : 1871-1939 De l’affaire Dreyfus à la ligne Maginot, su Dailymotion, 2006.
  -  (FR) Episode 3 : 1940-1962 Le temps des défaites, su Dailymotion, 2006.
  -  (FR) Episode 4 : 1963-1996 De la dissuasion nucléaire à l’armée de métier, su Dailymotion, 2006.